# Stammlager X B

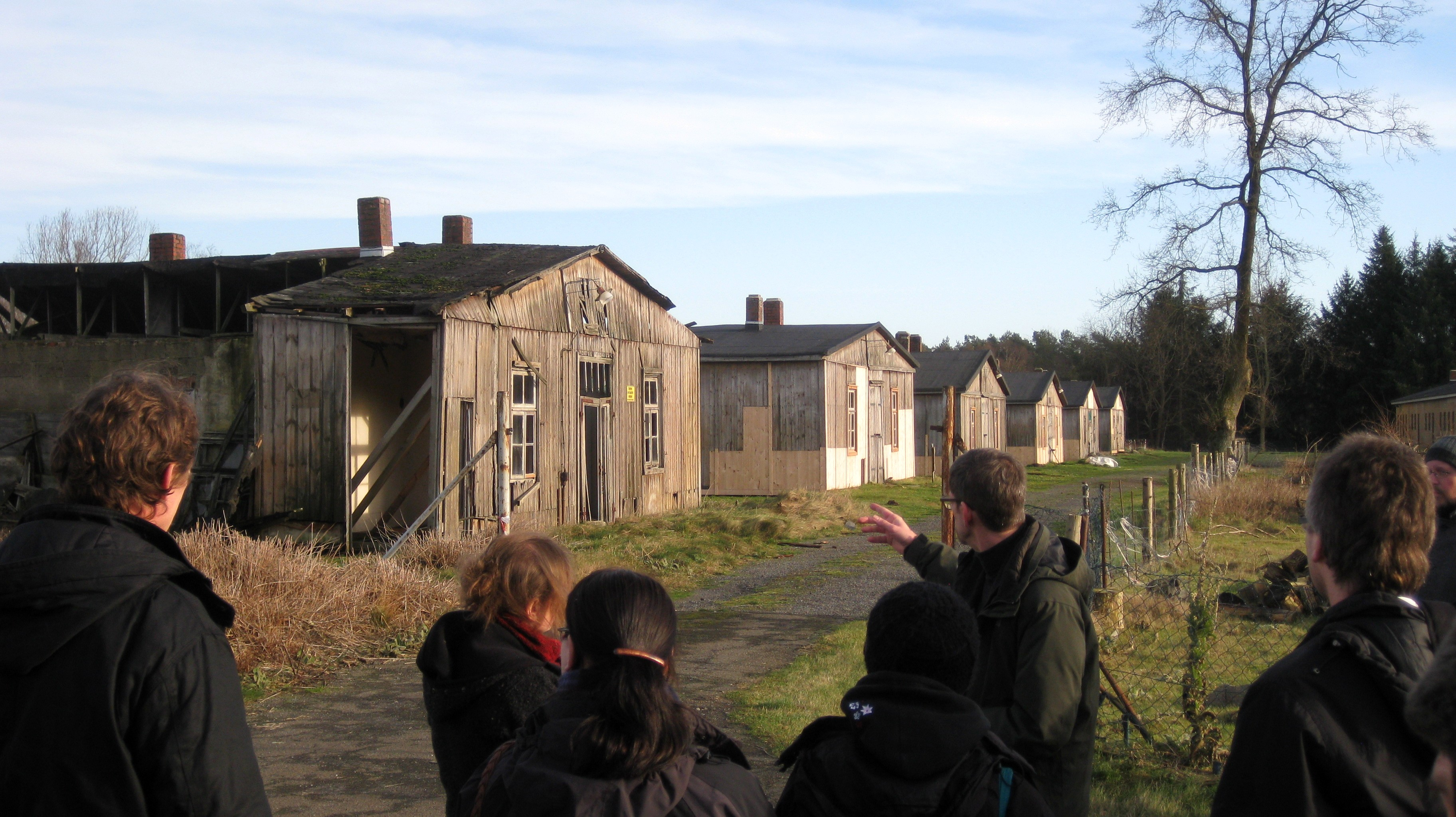
Baracken im Stammlager X B

Das Stalag X B war ein Kriegsgefangenenlager in der Zeit des Nationalsozialismus in der Nähe von Sandbostel nordöstlich von Bremen.
Die Abkürzung steht für Stammlager „B“ des Wehrkreises „X“, also das zweite Kriegsgefangenenlager des Wehrkreises X war.
Es ging aus einem Lager des FAD (Freiwilliger Arbeitsdienst Deutschland) hervor. Im letzten Kriegsjahr 1945 wurde es auch als Auffanglager des Konzentrationslagers Neuengamme und als Zwischenstation bei Todesmärschen verschiedener Konzentrationslager genutzt.

## Zeitlicher Überblick

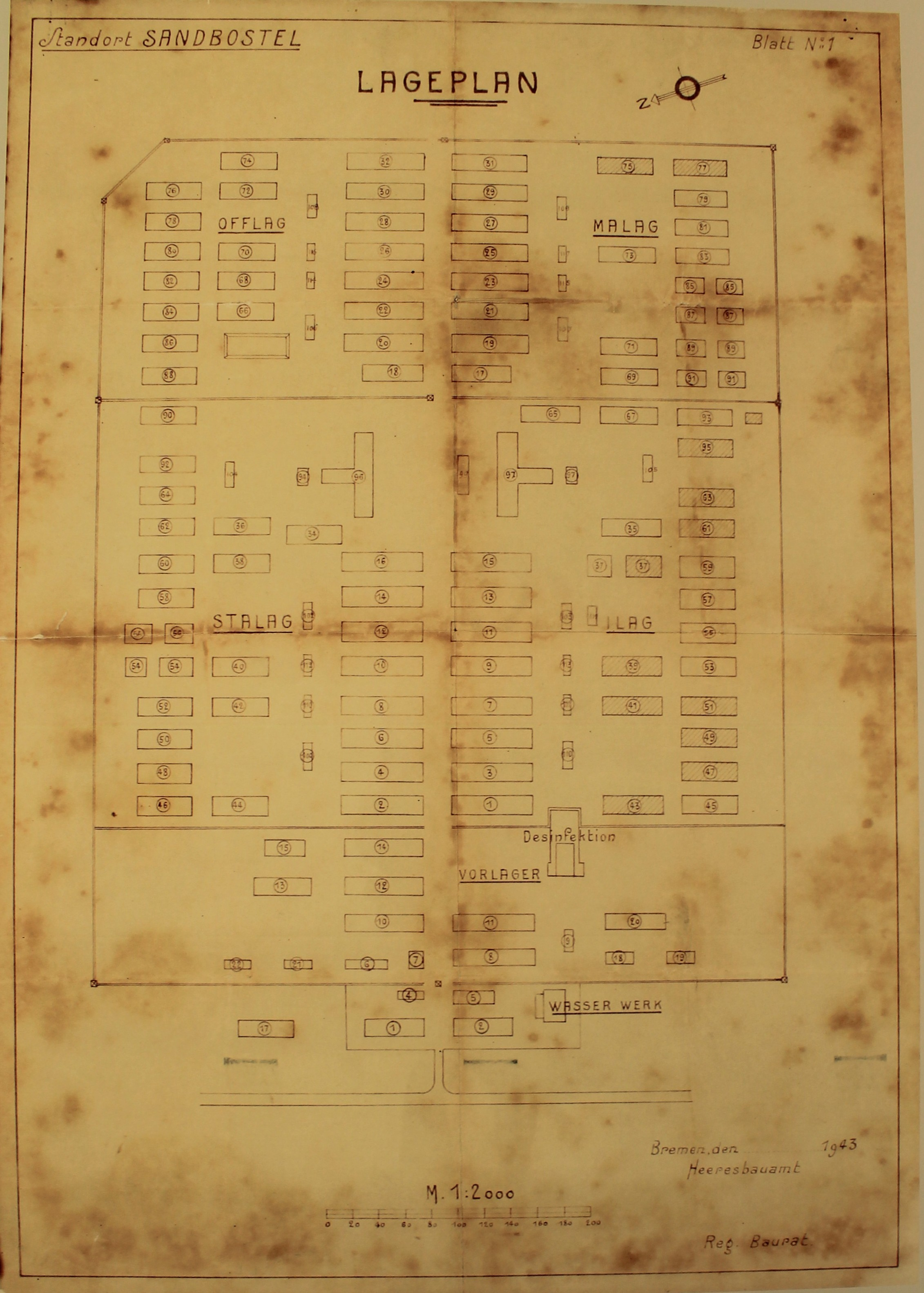
Lagerplan, 1943

### Verwendungen
Das Gelände und die Gebäude des Stalag X B wurden im Lauf der Zeit unterschiedlich genutzt:
- Nach dem Bau 1932/1933 war es zunächst ein Lager des Reichsarbeitsdienst.
- Bis zur Befreiung durch britische Truppen am 29. April 1945 war das Stalag X B Sandbostel Kriegsgefangenenlager und ab Mitte April 1945 Auffanglager für das KZ Neuengamme und seiner Außenlager.
- Die britischen Besatzungsbehörden richteten in den bestehenden Baracken das „No. 2 Civil Internment Camp Sandbostel“ ein – eines von sieben Internierungslagern in der britischen Besatzungszone.
- Nach der Auflösung des Internierungslagers 1948 wurden die Baracken von der Justizverwaltung übernommen und das „Strafgefängnis Lager Sandbostel“ eingerichtet.
- 1952 wurde das Strafgefängnis aufgelöst und die Baracken vom „Notaufnahmelager für männliche jugendliche Flüchtlinge aus der DDR“ übernommen.
- Das Notaufnahmelager wurde 1960 geschlossen aber noch vier Jahre für mögliche weitere Flüchtlinge freigehalten.
- Danach übernahm die Bundeswehr das Gelände 1964 als Depot.
- Der Landkreis Rotenburg (Wümme) richtete auf dem Gelände 1974 das Gewerbegebiet „Immenhain“ ein.
- Die Existenz des Gewerbegebietes stieß ab 1980 zunehmend auf Protest.[4][5]
- 1992 wurden die historischen Gebäude unter Denkmalschutz gestellt, 2004 die Stiftung Lager Sandbostel gegründet und im April 2013 die neugestaltete Gedenkstätte eröffnet.

### Zeittafel

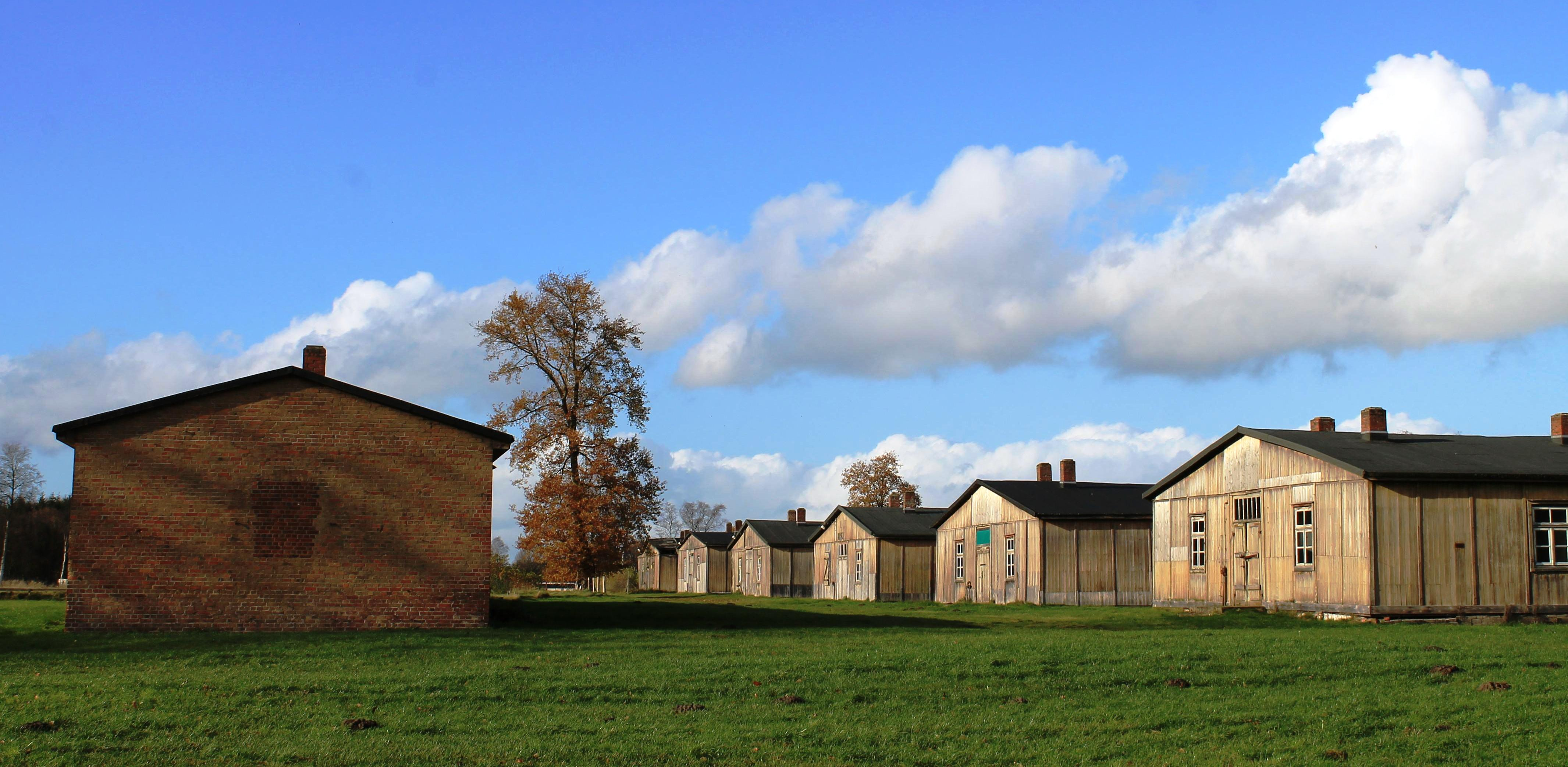
Blick auf die Baracken vom hinteren Weg, links das steinerne Latrinenhaus

- Februar 1926: Planung eines Lagers für Strafgefangene
- November 1932: Bau des Lagers durch den Freiwilligen Arbeitsdienst Deutschland (FAD)[6] / Arbeitsdienst Niedersachsen e. V.
- Mai 1933: Übernahme durch den Reichsarbeitsdienst Lager Klenkenholzer Moor.
- September 1939: Einrichtung des Kriegsgefangenen-Mannschafts-Stammlagers X Sandbostel (ab Dezember Stalag X A, ab April 1940 Stalag X B) polnische Gefangene wurden zunächst in Großzelten untergebracht.
- 1940: Belgische und französische Gefangene kommen ins Lager.
- Oktober 1941: Ankunft serbischer und sowjetischer Gefangener. Zu diesem Zeitpunkt befinden sich außerdem 660 zivile Seeleute im Lager, die aus den Kolonien der Kriegsgegner stammen. Sie sind als Chinesen, Inder, Araber oder Malayen registriert.[7]
- Winter 1941/1942: Massensterben unter den sowjetischen Kriegsgefangenen.
- 1943 Eintreffen italienischer Militärinternierter.
- 1944 Ab dem 1. Oktober 1944 übernahm die SS die Kontrolle über das Lager. Verantwortlicher SS-Führer wurde Graf Bassewitz-Behr.
- 1944 Ankunft polnischer Frauen. Es waren 552 Teilnehmerinnen vom Warschauer Aufstand  – unter ihnen 84 im Offiziersrang, aber auch Mädchen von erst dreizehn Jahren.
- ab 12. April 1945: etwa 9500 Häftlinge aus dem Konzentrationslager Neuengamme bzw. dessen Außenlagern kommen nach Sandbostel.
- 19./20. April 1945: Hungerrevolte der KZ-Häftlinge
- 20. April 1945: Marsch von 300 bis 400 KZ-Häftlinge unter SS-Bewachung von Sandbostel zum Bahnhof in Bremervörde; sie gelangen mit den Häftlingstransporten der Olga Siemers und Rheinfels nach Flensburg
- 29. April 1945: britische Truppen befreien das Lager. Anfang Juni haben die letzten Kriegsgefangenen und KZ-Häftlinge das Lager verlassen.
- Juni 1945 bis 1948: „No. 2 Civil Internment Camp“ (Internierungslager für SS- und NS-Führer sowie für Mitglieder von KZ-Wachmannschaften)
- 1948 bis 1952: „Strafgefängnis Lager Sandbostel“ als Nebenstelle des Zuchthauses Celle.
- 1952 bis 1960: Durchgangslager für männliche DDR-Flüchtlinge im Alter von 14 bis 24 Jahren.
- 1956: Im Bereich des „Stammlagers X B“, gibt es Massengräber, in denen zu einem großen Teil sowjetische Kriegsgefangene beerdigt sind. „1945 wurde dort auf Initiative der Sowjetischen Militäradministration in Deutschland (SMAD) ein sieben Meter hohes Mahnmal errichtet. Auf einer daran angebrachten Tafel war in Russisch, Englisch und Deutsch zu lesen: »Hier ruhen 46000 russische Soldaten und Offiziere. Zu Tode gequält in der Nazigefangenschaft.« 1956 ließ die Landesregierung von Niedersachsen das Denkmal sprengen. Die Begründung: Die Zahl der Opfer sei falsch.“[8]
- 1957 Bau einer „Lagerkirche“[9]
- 1963 bis 1970: Nutzung durch die Bundeswehr, zuletzt als Depot.
- 1974: Privatisierung des Lagergeländes. Errichtung des Gewerbegebiets Immenhain.
- 1992: Die historischen Gebäude des ehemaligen Stalags und des Reservelazaretts X B werden unter Denkmalschutz gestellt. Gründung des Vereins „Dokumentations- und Gedenkstätte Sandbostel e. V.“
- 2004: Gründung der „Stiftung Lager Sandbostel“
- 2005: Erwerb von 2,7 Hektar des ehemaligen Lagergeländes durch die Stiftung.
- 2007: Einrichtung der „Gedenkstätte Lager Sandbostel“.
- 2012: Plandatum des Status als „Nationale Gedenkstätte“
- 29. April 2013: Eröffnung der Dauerausstellung „Das Stalag X B Sandbostel – Geschichte und Nachgeschichte eines Kriegsgefangenenlagers“.

## Geschichte

### Vorgeschichte 1926 bis 1939
Zur Kultivierung der zwischen Bremen und Bremervörde gelegenen Moorflächen waren schon im Ersten Weltkrieg Kriegsgefangene eingesetzt worden. Südwestlich von Sandbostel plante das preußische Hochbauamt 1926 ein Barackenlager für 200 Gefangene zur Kultivierung des Klenkenholzer (heute: Klenkendorfer) Moores. 1932 errichtete der „Freiwillige Arbeitsdienst Niedersachsen e. V.“ dort ein Arbeitsdienstlager, das 1933/1935 vom Reichsarbeitsdienst (RAD) übernommen wurde.

### Kriegsgefangene im Teufelsmoor bis 1941

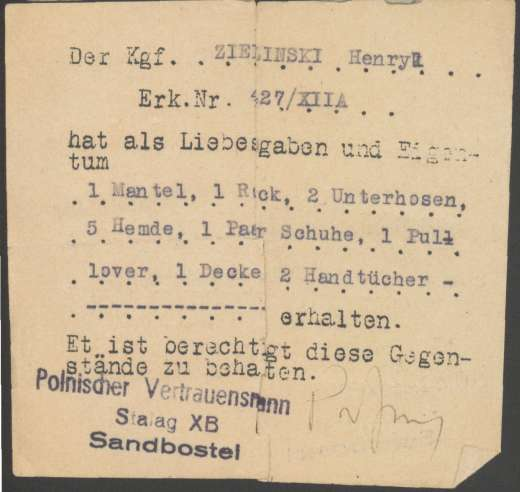
Eigentumsquittung für einen Kriegsgefangenen

Das Wasserwirtschaftsamt Verden stand bei der Kultivierung des Teufelsmoores vor großen Aufgaben. In Handarbeit mussten Kanäle und Wege gebaut und große Flächen umgegraben werden. Deutsche Arbeitskräfte waren dafür kaum zu gewinnen, deshalb erkannte man schnell die Vorteile des Arbeitseinsatzes von Kriegsgefangenen. Ab 1940 wurden Gastwirtschaften, Ställe und andere Gebäude schnell für die Unterbringung der Gefangenen hergerichtet. Im Vordergrund stand der möglichst schnelle Einsatz. Die Unterkünfte waren nicht genügend ausgestattet. Selbst Kontrollen des IKRK und der Wehrmacht änderten wenig.

### Zeit während des Krieges
Im Laufe des Zweiten Weltkrieges durchliefen mindestens 313.000 Kriegsgefangene, Militär- und Zivilinternierte aus mehr als 55 Nationen das Lager. Die Belegungsstärke des Lagers schwankte über die Jahre hin zwischen einigen Tausend und 30.000 Gefangenen. Nach dem Kriegsvölkerrecht war die unterschiedliche Behandlung je nach Nation, Religion oder Rasse nicht zulässig. Nach der NS-Ideologie wurden die Gefangenen aber nach einem unterscheidenden System behandelt.

#### Personal im Stalag X B
Für die Verwaltung des Stalags X B mit 10.000 Gefangenen waren 98 Soldaten und 33 Militärbeamte/ -angestellte vorgesehen. Nach der Erhöhung der Belegungszahlen auf 30.000 Gefangene ab 1940 wurde erst im August 1942 der Stellenplan mit 314 Personen angepasst.

#### Aufnahme der Gefangenen im Lager
Das Lager wurde von Landesschützen bewacht – das waren meist ältere oder verwundete – nicht frontdiensttaugliche – Soldaten. Nach der Ankunft im Lager wurden die Gefangenen medizinisch untersucht, desinfiziert und fotografiert. Ihre persönlichen Daten wurden erfasst, und sie erhielten eine Metallmarke mit ihrer Kriegsgefangenen-Nummer. Die mussten sie ständig um den Hals tragen. Von ihren Uniformen wurden Rangabzeichen entfernt, dann trugen sie sie weiter. In der Lagerordnung wurde ein strenges System festgelegt mit schweren Strafen für Fluchtversuche, Arbeits- und Gehorsamsverweigerung. Die Strafen wurden in einem besonderen Straflager vollzogen. Es kam auch zu Selektionen durch die Gestapo und Überführung in Konzentrationslager.

#### Unterschiedliche Behandlung der Nationalitäten

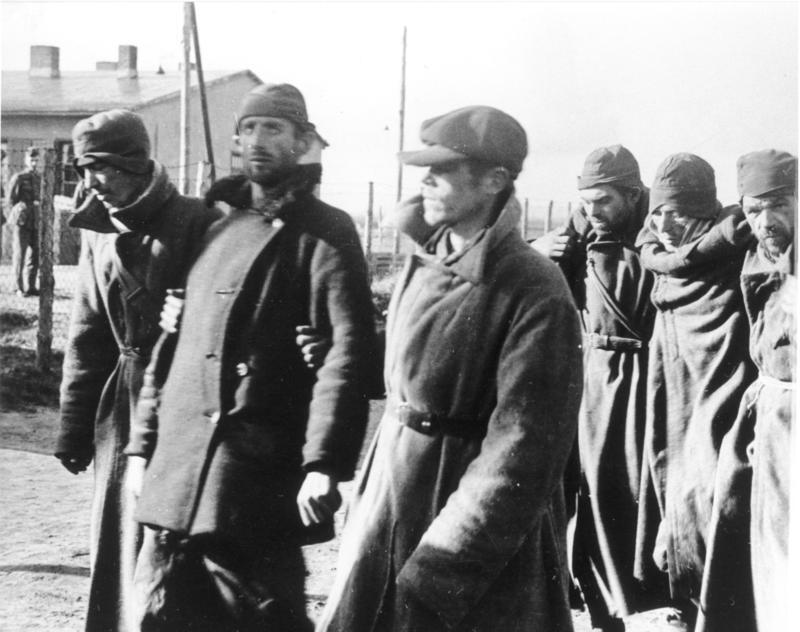
Sowjetische Kriegsgefangene, 1941

Innerhalb des Lagers gab es eine nach Nationalitäten stark abweichende Behandlung der Kriegsgefangenen. Im Abkommen über die Behandlung der Kriegsgefangenen vom 27. Juli 1929 war festgelegt, dass Kriegsgefangene menschlich zu behandeln und gegen Gewalttätigkeiten zu schützen seien. In Sandbostel wurden Amerikaner und Briten besser behandelt als Franzosen und Belgier; diese besser als Serben und Griechen. Am Ende der Hierarchiekette standen Polen, Italiener und sowjetische Kriegsgefangene. Insbesondere die letzteren wurden meist ohne Verpflegung zur Arbeit gezwungen, bis sie verhungerten.

#### Medizinische Versorgung
Bei der medizinischen Versorgung gab es eine nach Nationalitäten stark abweichende Behandlung der Kriegsgefangenen. Während britische Lagerinsassen die medizinische Versorgung als gut bezeichneten, war sie für die Untersten der Hierarchie nicht vorhanden. Die Genfer Konventionen, welche die Behandlung von Kriegsgefangenen international regulieren, wurden in jeder Beziehung missachtet. Kriegsgefangene berichteten, dass zum Beispiel Experimente an lebenden Menschen durchgeführt wurden, dass Kriegsgefangene grundlos gefoltert und ermordet wurden oder ohne Not an Nahrungsmitteln verhungern mussten.
In den Krankenrevieren fehlte es am Nötigsten – Pflegepersonal, Medikamente und Betten. Gefangene, „deren Arbeitskraft erhalten werden sollte“ wurden aber im Krankenrevier oder im Kriegsgefangenen-Lazarett Stalag X B (ab 1. April 1944: Reservelazarett für Kriegsgefangene Sandbostel) medizinisch betreut. Bei Kriegsende verfügte es über etwa 2000 Betten.

#### Kultur und Religionsausübung

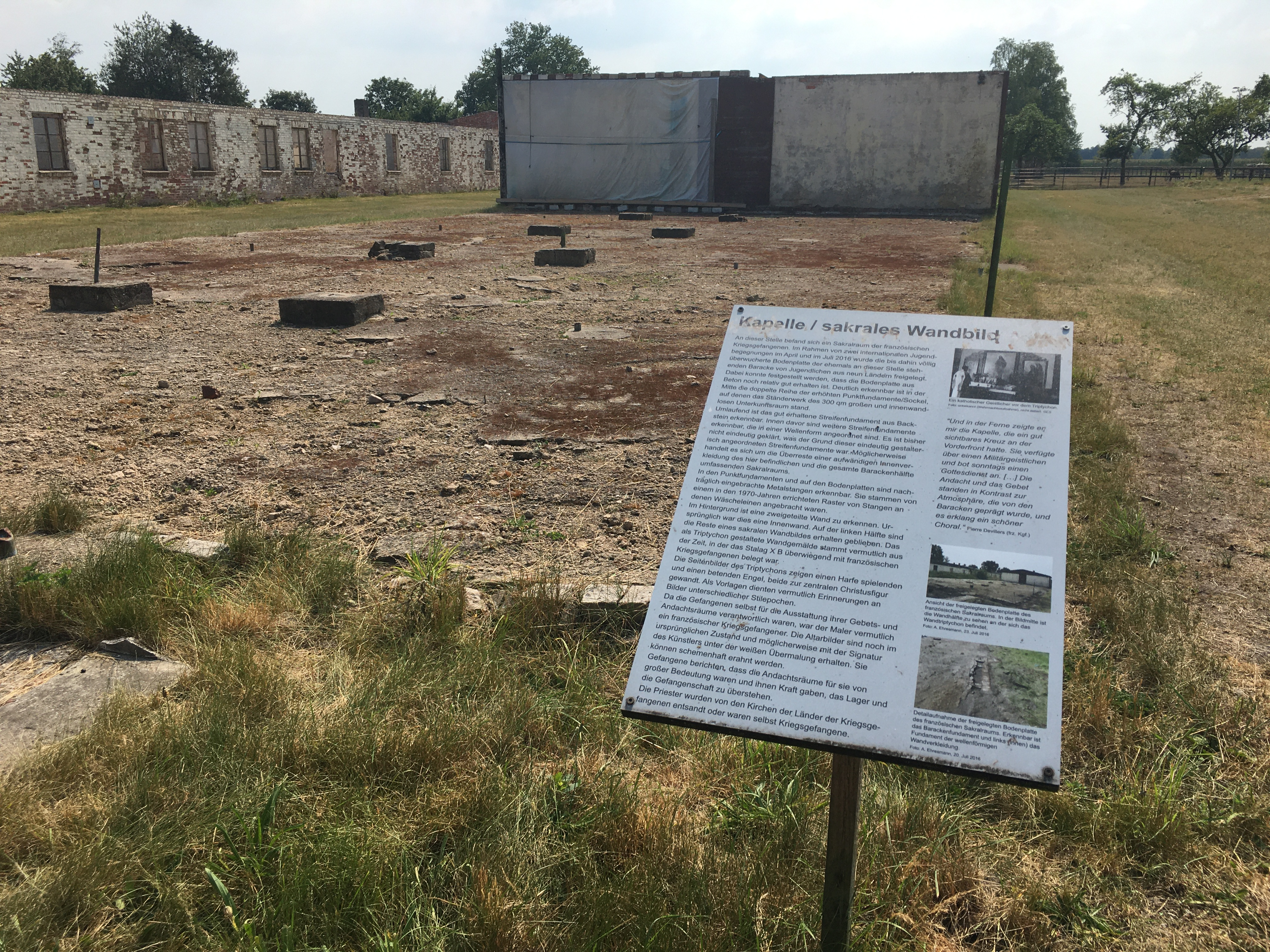
Übermaltes religiöses Bild eines früheren Andachtsraumes und Informationsschild

Den meisten Gefangenen waren künstlerische und sportliche Betätigung erlaubt. Es gab Theater- und Musikaufführungen auch Bildungsprogramme, Sportveranstaltungen und Gottesdienste. An einem Giebel in der Nähe der späteren katholischen Kirche aus der Nachkriegszeit ist ein religiöses Bild zu erkennen. Die Wandbemalung, die sich ursprünglich an der Giebelwand im Inneren eines Gebäudes befand, stammt vermutlich aus der Zeit um 1940/1941. Die Seitenbilder zeigen einen Harfe spielenden und einen betenden Engel. Beide sind zur zentralen Christusfigur gewandt. Unter der weißen Übermalung sind möglicherweise die Bilder im ursprünglichen Zustand erhalten. Der Künstler wird unter französischen Gefangenen vermutet. Das auf einer Informationstafel gezeigte Foto ist wohl ein Propagandafoto, um die Verhältnisse im Kriegsgefangenenlager zu verharmlosen. Gefangene berichten, dass ihnen die Andachtsräume Kraft zum Überleben gaben. Die Geistlichen wurden von den Kirchen entsandt.
Unter den Gefangenen waren die Schriftsteller Gaston Aufrere, Léo Malet und Giovanni Guareschi. Auch der spätere Olympiasieger Wiktor Tschukarin gehört zu den Überlebenden des Gefangenenlagers Sandbostel.

#### Arbeitseinsätze
Zum Stalag X B gehörten hunderte von Außenkommandos, das heißt Kriegsgefangenengruppen von 10 bis 40 Personen, die in bewachten Scheunen, Lagerhallen oder Sälen außerhalb des Lagers untergebracht wurden. Das Stalag X B beschäftigte unter anderem Kriegsgefangene beim U-Boot-Bau in Bremen (siehe U-Boot-Bunker Valentin). Der größte Teil der Lagerinsassen wurde in der Landwirtschaft, in Handwerks- und Industriebetrieben eingesetzt. Auf dem Lagergelände selbst gab es verschiedene Werkstätten, zum Beispiel eine Schuhmacherei.
Innerhalb des Lagers gab es ein Sonderlager für maximal 80 Gefangene mit noch härteren Repressionen; diese wurden zur Kultivierung des Moores oder zum Torfstechen eingesetzt und mussten das Äußerste erdulden.

#### Kriegsgefangene im Teufelsmoor ab 1941
Umfangreiche Pläne zur Ausweitung der Einsätze von Kriegsgefangenen wurden vom Wasserwirtschaftsamt Verden sofort ausgearbeitet, als man von der Ankunft sowjetischer Kriegsgefangener hörte. Eine Kommission unter Beteiligung örtlicher Handwerksbetriebe bereiste das Gebiet und machte Vorschläge für die Unterbringung von 2.000 Gefangenen. Da bekannt war, dass sowjetische Gefangene unter erschwerten Bedingungen eingesetzt werden durften, wies man ihnen schwere Bauarbeiten zu. Infolge eines geschwächten Zustands der Gefangenen häuften sich Krankheits- und Todesfälle, für die sich das Wasserwirtschaftsamt, die Wehrmacht und beteiligte Baufirmen gegenseitig die Verantwortung zuschoben.

#### Arbeit für die deutsche Wirtschaft in der Zeit des Krieges
Während des Krieges fehlten Arbeitskräfte, auch in der Landwirtschaft durch die zur Wehrmacht eingezogenen Männer. Es wurde versucht, diesen Mangel mit Kriegsgefangenen auszugleichen. Entgegen der Genfer Konventionen wurden die Gefangenen auch in der Rüstungsindustrie eingesetzt. Dabei entstand aus ideologischen Gründen eine Hierarchie. Am unteren Ende standen die sowjetischen Kriegsgefangenen. Sie bekamen bei geringster Bezahlung die geringsten Lebensmittelrationen und wurden am strengsten bestraft. Die bei Arbeitseinsätzen in Hamburg verstorbenen sowjetischen Kriegsgefangenen sind in der Sowjetischen Kriegsgräberstätte Hamburg-Ohlsdorf beigesetzt worden.

### Das Reservelazarett
Außerhalb des Stalag gab es das Reservelazarett X B mit über 1750 Betten. Dort wurden die kranken Kriegsgefangenen unter anderem von Ärzten versorgt, die zu den Kriegsgefangenen zählten. Die Kontrolle über das Reservelazarett und die Krankenreviere hatte ein deutscher Chefarzt inne. Das Reservelazarett war zuständig für alle bettlägerigen dienstuntauglichen Kriegsgefangenen des Wehrkreises X.

### KZ-Häftlinge aus Neuengamme
Im April 1945 erreichten mindestens 8000 politische Häftlinge aus dem KZ Neuengamme das Lager Stalag X B in Sandbostel. Sie wurden auf einem lediglich mit Stacheldraht umzäunten Teil des Lagers eingesperrt und unzureichend verpflegt. Die KZ-Häftlinge sollten aus Neuengamme auf Initiative des Hamburger NS-Gauleiters, Reichsstatthalters und SS-Obergruppenführers Karl Kaufmann sowie Befehl des Reichsführers SS, Heinrich Himmler, „evakuiert“ werden. Im Klartext war dieses der Befehl zu den Todesmärschen, damit die KZ-Häftlinge nicht als Belastungszeugen lebend in die Hände der Alliierten fielen.
In der Nacht vom 19. zum 20. April brach im sowjetischen Teil des Lagers während eines Luftalarms eine Hungerrevolte aus, die von der SS brutal mit mehreren Hundert Toten beendet wurde. Ein großer Teil der SS-Wachmannschaften floh in den Wirren der Nacht. Nicht wenige hatten ihre SS-Uniformen gegen Wehrmachtsuniformen oder Zivilkleidung getauscht. Zu dieser Zeit befanden sich 7.400 (nach anderer Quelle am 29. April 6.800) KZ-Häftlinge aus Neuengamme in Sandbostel. Am Vormittag des 20. April kam es zwischen dem Vertreter der Kriegsgefangenen (Colonel Marcel Albert) und Oberstleutnant Heinrich Westphal, der vom Lagerkommandanten Lühe zum Nachfolger ernannt wurde, zu einem Gespräch. Darin bat Westphal die Kriegsgefangenen bei der Versorgung der KZ-Häftlinge um Hilfe und Westphal übergab das vollständige Lagerkommando an die Kriegsgefangenen.
Frühmorgens am 20. April 1945 verließen die SS und Teile der Wachmannschaften zusammen mit einigen hundert marschfähigen KZ-Häftlingen das Lager über Bremervörde, Stade, Stader Sand, hier auf das Schiff Olga Siemers durch den Nord-Ostsee-Kanal und über Kiel in Richtung Flensburg.
Zwischen dem 20. und 29. April 1945 wurden die Häftlinge von den Kriegsgefangenen im angrenzenden Lagerteil notdürftig versorgt. Am 29. April wurde das Lager Sandbostel von britischen Truppen befreit. Mindestens 3.000 Häftlinge starben aufgrund von Hunger und Typhus zwischen dem 12. und 29. April 1945 und den darauf folgenden Wochen.
40 Jahre später gedachten Menschen aus der Gegend zwischen Bremen-Farge und Sandbostel des Todesmarsches zur Evakuierung der Gefangenen, die in einem Außenlager des KZ Neuengamme am Bunker Valentin arbeiten mussten, nach Sandbostel. Zwischen dem 10. und 13. Juli 1985 machten sie sich auf den Gedenkmarsch Farge–Sandbostel.
- siehe auch Häftlingstransporte mit der Olga Siemers und Rheinfels

### Kriegsende im Lager Sandbostel

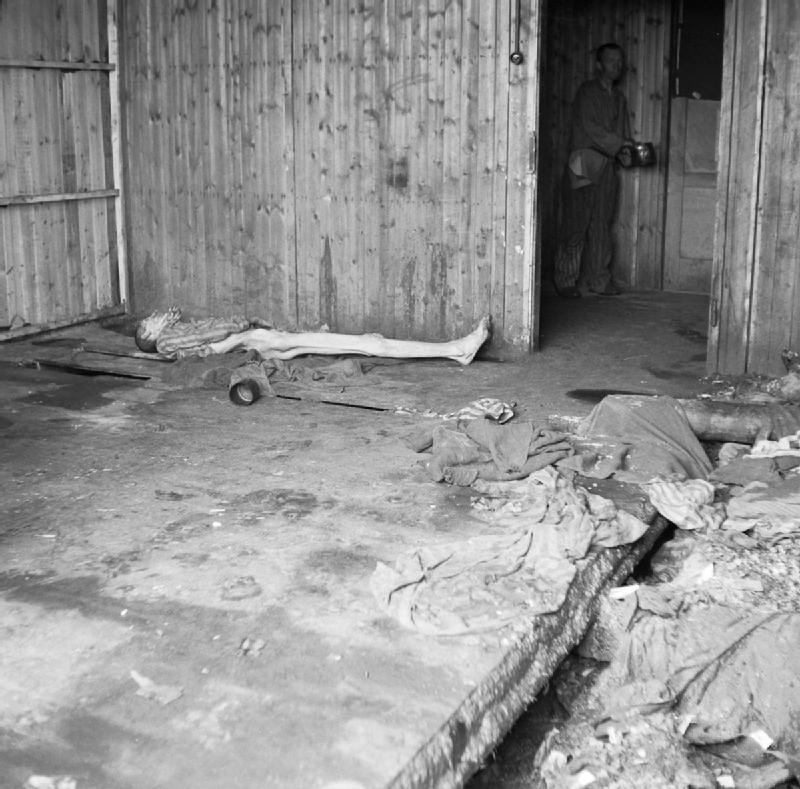
Nach der Befreiung des Lagers 1945

Am 29. April 1945 befreite die britische Armee etwa 14.000 Kriegsgefangene und 7.000 KZ-Häftlinge. Die Zustände waren unvorstellbar. Tausende Häftlinge waren unterernährt und krank. Überall lagen Leichen herum. Zu Skeletten abgemagerte Häftlinge liefen auf der Suche nach etwas Essbarem umher. Es herrschte Dreck und Gestank, der noch in weiter Entfernung wahrgenommen werden konnte. 3.000 Häftlinge starben in den ersten vierzehn Tagen nach der Befreiung. Die Soldaten sprachen von einem „minor Belsen“ – einem kleineren Belsen.

### Geschichte nach 1945
Nach der Befreiung und der Versorgung der befreiten Kriegsgefangenen in umliegenden Lazaretten und Krankenhäusern richtete die britische Armee auf dem Lagergelände ein Internierungslager ein. 1948 übernahm das Land Niedersachsen den Gebäudekomplex als Strafgefängnis, 1952 bis 1960 war es ein Notaufnahmelager für geflüchtete jugendliche männliche Flüchtlinge aus der DDR. 1963 übernahm die Bundeswehr das ehemalige Lagergelände und 1974 entstand hier das Gewerbegebiet Immenhain der Gemeinde Sandbostel.

#### Notaufnahmelager für männliche jugendliche DDR-Flüchtlinge
In Sandbostel und Westertimke blieben Jugendliche normalerweise in den Notaufnahmelagern bis zu zwei Wochen. In Sandbostel waren es bis zu 800 männliche 15- bis 24-Jährige, in Westertimke bis zu 300 weibliche Personen. Täglich kamen in Sandbostel etwa 100 Jugendliche an und ersetzten die Menschen, die das Lager verließen. Es wird geschätzt, dass 250.000 Personen das Lager Sandbostel durchliefen und 80.000 das Lager in Westertimke.

#### Nutzung durch die Bundeswehr
Nach Schließung des Notaufnahmelagers für jugendliche DDR-Flüchtlinge übernahm 1963 die Bundeswehr das ehemalige Kriegsgefangenenlager.
Am 31. März 1973 räumte die Bundeswehr den Standort Sandbostel wegen fehlenden militärischen Bedarfs.

#### Gewerbegebiet „Immenhain“
Die Gemeinde Sandbostel wies das neu erworbene Gelände als Gewerbegebiet aus, um neue Arbeitsplätze entstehen zu lassen. An eine Holzhandlung wurde das erste der mehr als 20 Gebäude verkauft. Ein Geflügelhof, ein Hersteller von Isoliermaterial, der kommunale Bauhof, ein Reiterhof, mehrere Großhändler folgten. Mehrere Baracken nutzte ein Militariahändler. Das ehemalige Lagergelände wurde auch für Film-Außenaufnahmen verwendet. Bis 2003 gab es auf dem Gelände keinen Hinweis auf das ehemalige Kriegsgefangenenlager.

## Stiftung und Gedenkstätte

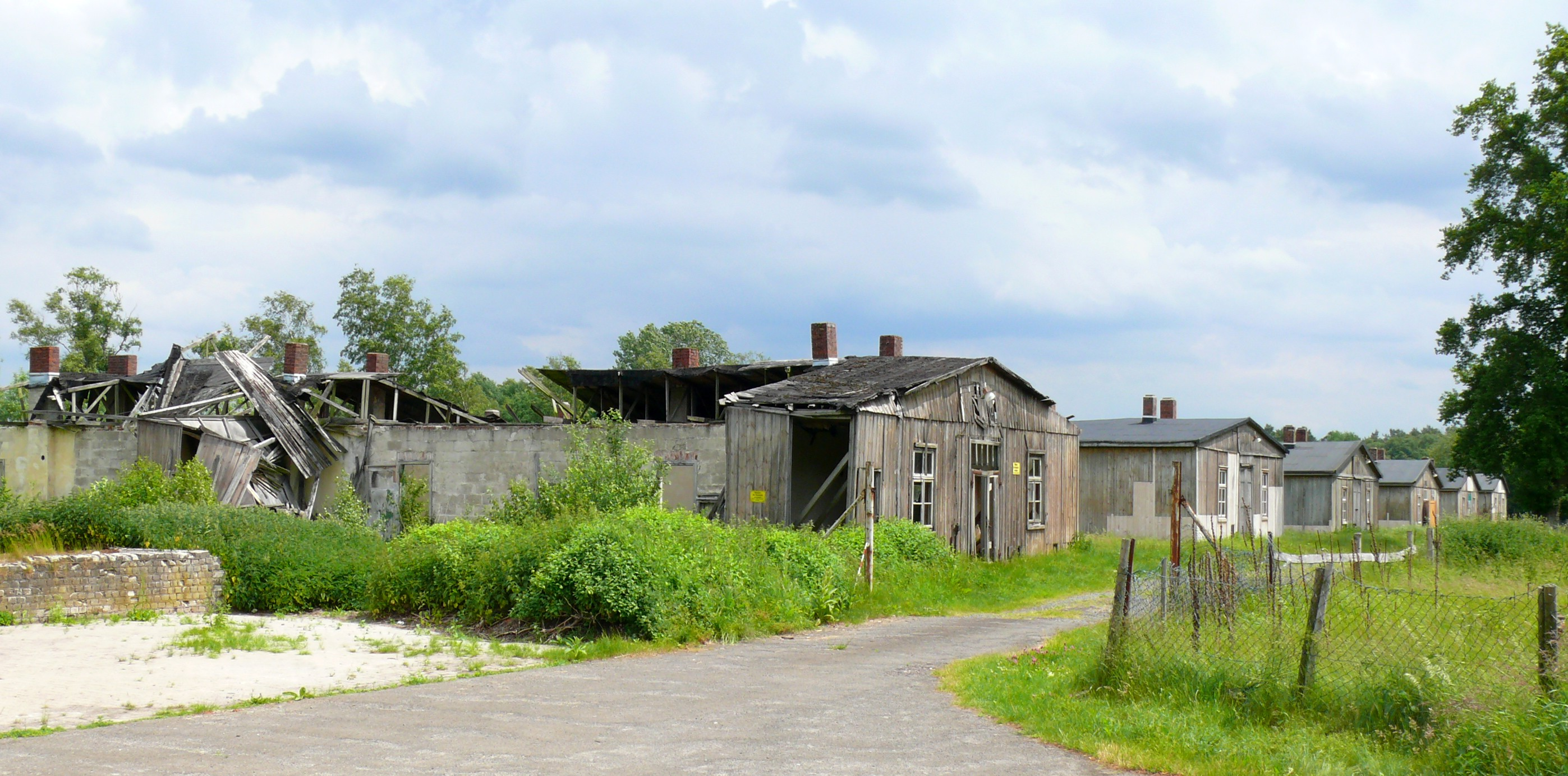
Bundesweit einmalig sind eine Reihe von Baracken original erhalten und denkmalgeschützt

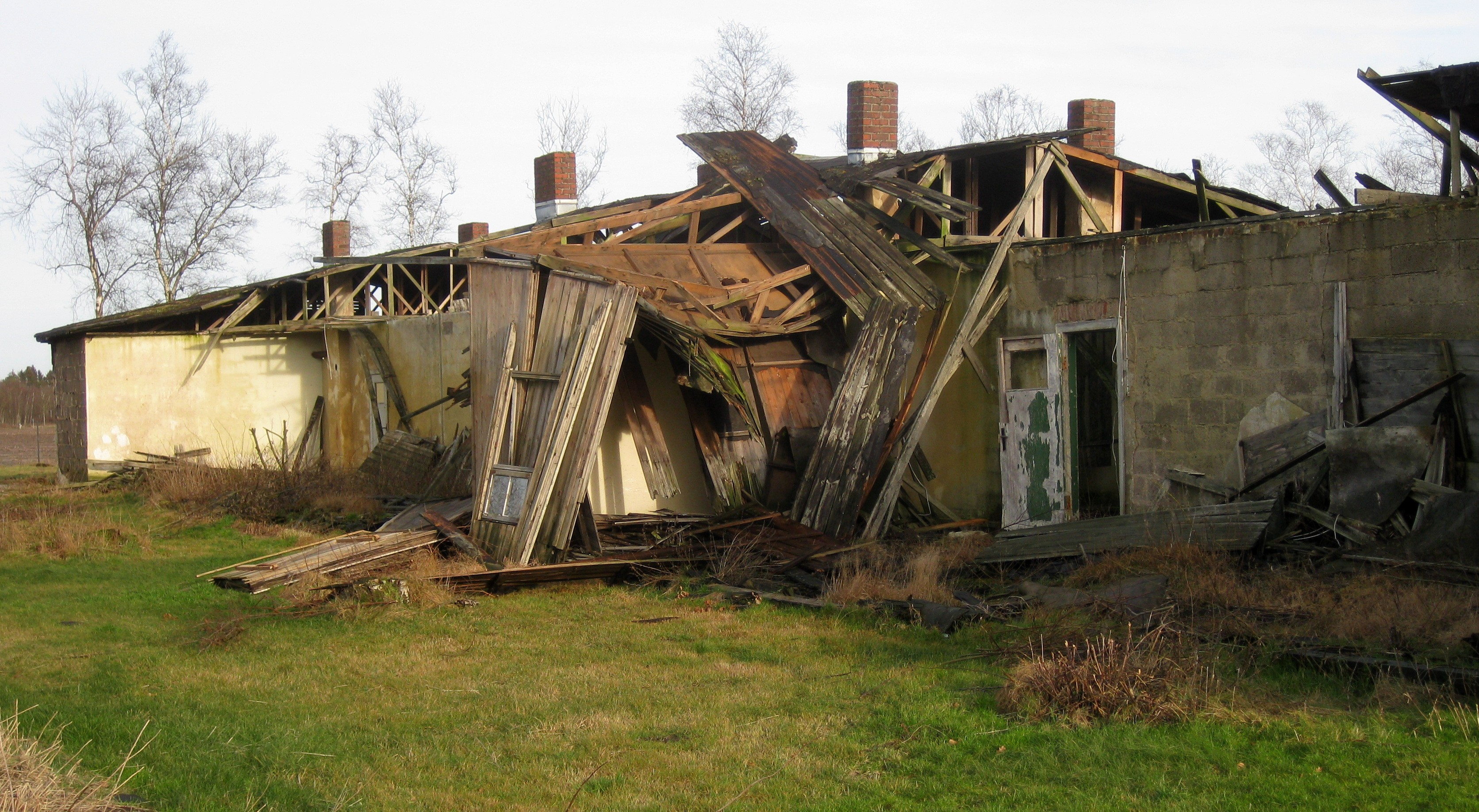
Baracke, die „kontrolliert zerfällt“

Im Dezember 2004 gründeten ehemalige Häftlinge und Anwohner die Stiftung Lager Sandbostel. Die Stiftung erwarb bisher ein 3,2 Hektar großes Teilstück des ehemaligen Lagergeländes mit Baracken, um sie vor dem Verfall zu bewahren. Das Lager Sandbostel ist bundesweit das einzige NS-Kriegsgefangenen- und KZ-Auffanglager, in dem viele historische Gebäude noch original erhalten sind. Unter den 25 Bauten sind Wohnbaracken aus Holz und Stein sowie Küchen-, Wasch- und Latrinengebäude. Auch das Wasserwerk sowie ein Arrestbunker sind noch vorhanden. Mit Mitteln der Deutschen Stiftung Denkmalschutz werden an den Baracken sowohl außen wie auch innen gravierende witterungsbedingte Schäden beseitigt, was in einem Vertrag vom 17. Oktober 2008 geregelt wurde. Die „Stiftung Lager Sandbostel“ lässt eine Baracke „kontrolliert zerfallen“. Die anderen Baracken werden „sichtbar restauriert“, so dass sichtbar ist, dass sie nicht mehr im Ursprungszustand sind.
Im Juli 2009 wies der Stiftungsleiter Karl-Heinz Buck darauf hin, dass die Mittel von 10.000 Euro im Jahr nicht ausreichen, um den Verfall der Anlage zu stoppen. Bis 2012 sollte das Lager deshalb den Status einer „Nationalen Gedenkstätte“ erhalten, um dann weitere Mittel für den Erhalt zu bekommen.

### Dauerausstellung
Die Stiftung Lager Sandbostel unterhält mit der Gedenkstätte Lager Sandbostel eine Dauerausstellung zum ehemaligen Lagergelände. Gezeigt werden unter anderem Fundstücke der archäologischen Ausgrabungen aus den Jahren 2003 und 2004, bei denen tausende Objekte und Artefakte geborgen wurden. Sie vermitteln einen Einblick in den Alltag und die Lebensbedingungen der Kriegsgefangenen, Militärinternierten und KZ-Häftlinge. Außerdem bietet die Stiftung Führungen über das Gelände an.

### Restaurierung

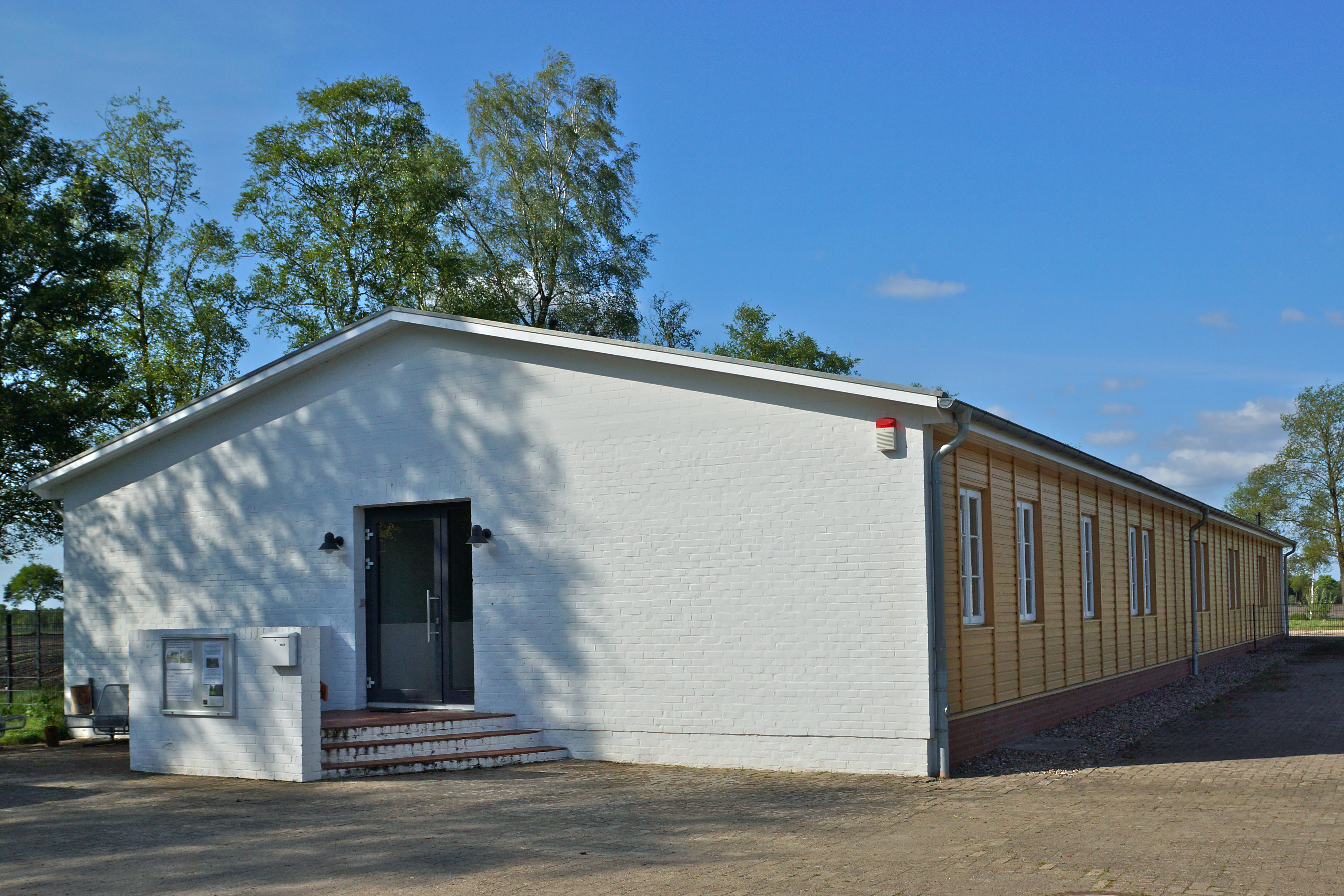
Gedenkstätte in der „Gelben Baracke“ mit der Ausstellung zur Zeit von 1939 bis 1945

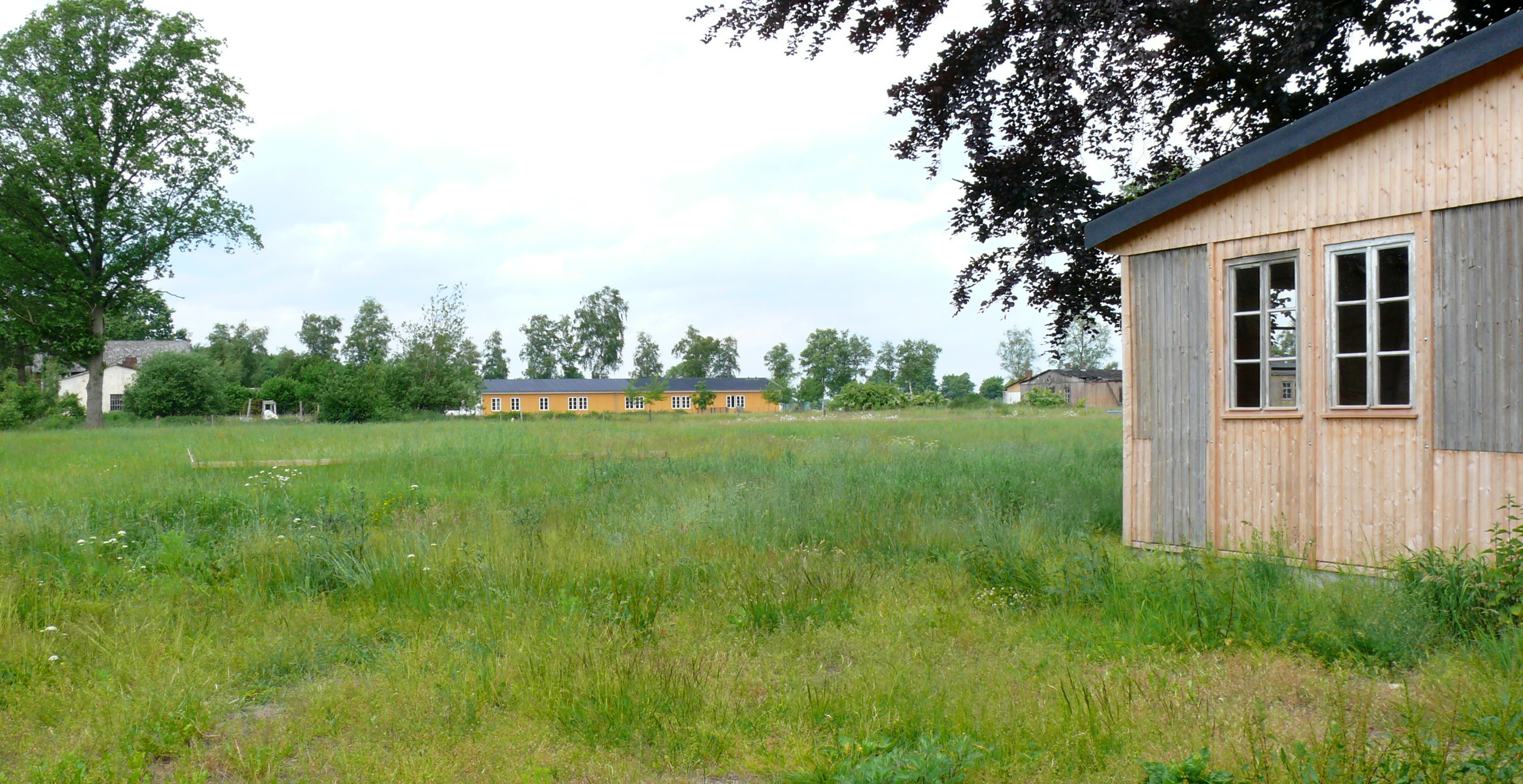
„CVJM“-Baracke mit der Ausstellung der Gedenkstätte zur Zeit nach 1945

Im April 2013 wurden zwei Dauerausstellungen zur Geschichte des Lagers eröffnet. Sie befinden sich in der „gelben Baracke“ (Zeit bis 1945) und in der „CVJM-Baracke“ (Zeit nach 1945). Die anfallenden Kosten werden vom Bund, dem Land Niedersachsen, dem Landkreis Rotenburg sowie von zwei Stiftungen aufgebracht. Die gesamte Summe der Aufwendungen beträgt 1,4 Millionen Euro. Im Jahre 2009 wurden für vergleichbare Zwecke 900 000 Euro aufgebracht.

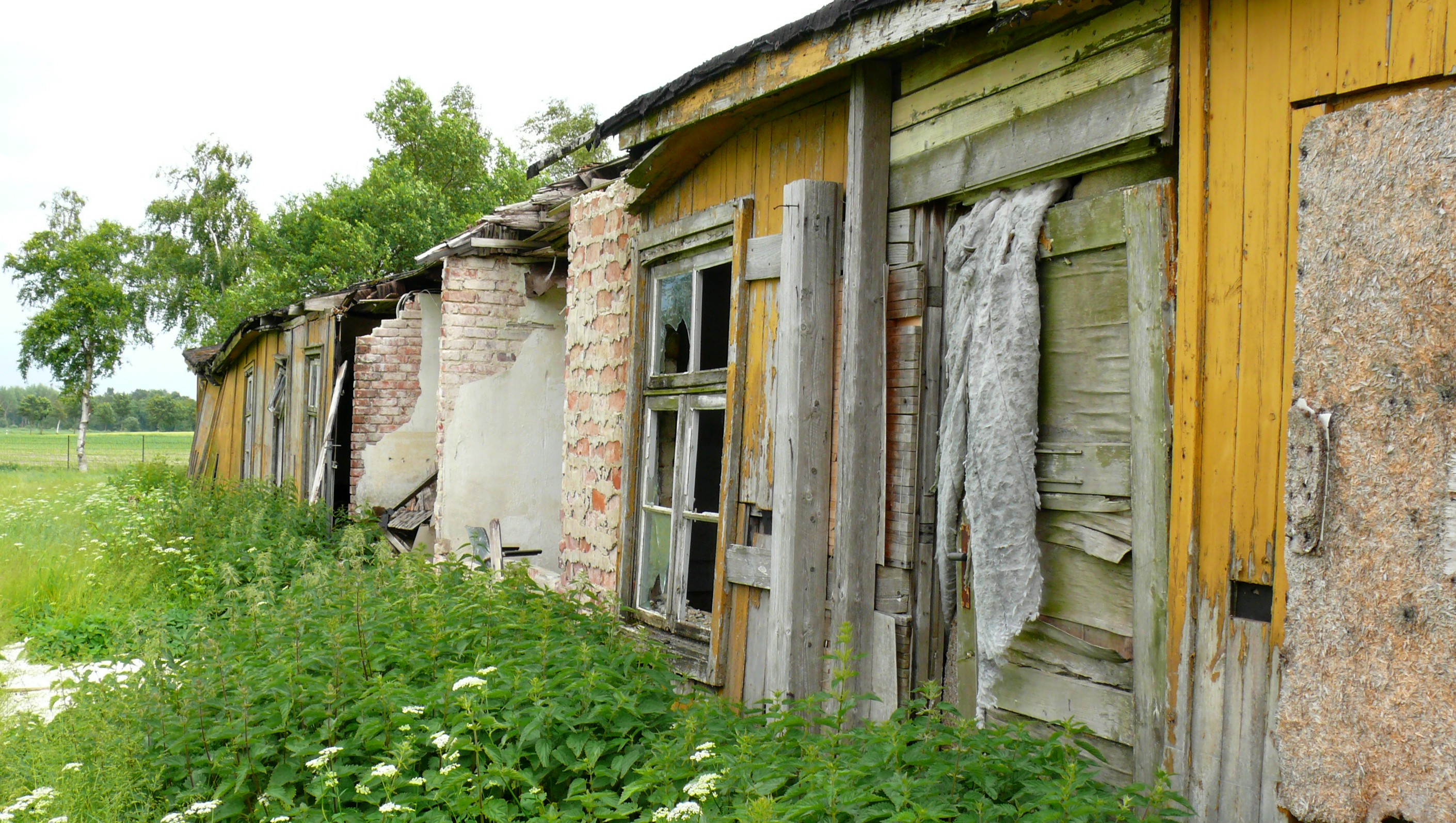
Einige der Baracken sind nicht mehr zu retten, sie werden erhalten aber nicht mehr restauriert
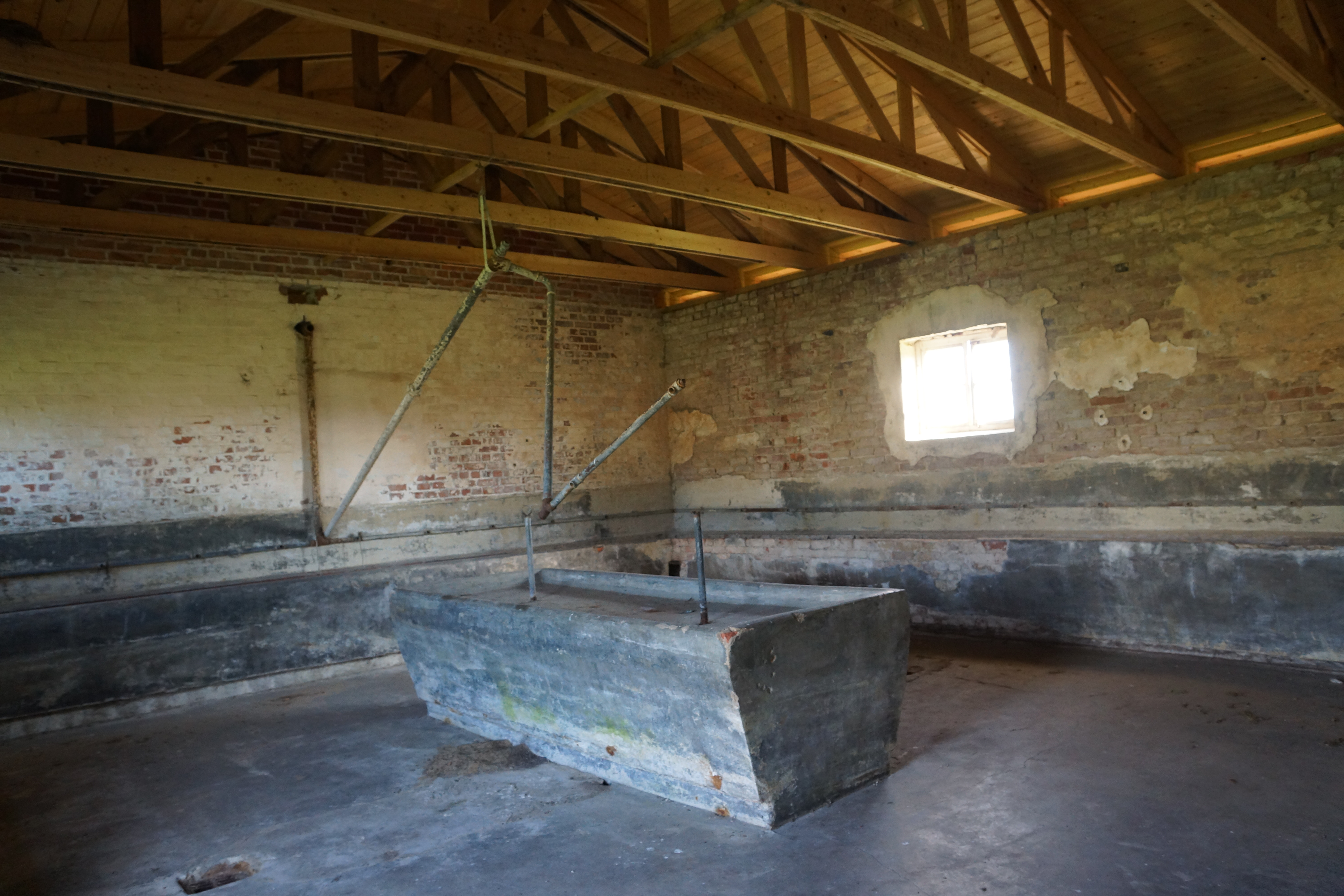
Waschraum, der in den 1950er Jahren für unbegleitete männliche jugendliche Flüchtlinge aus der DDR  im Notaufnahme Lager Sandbostel eingerichtet wurde.
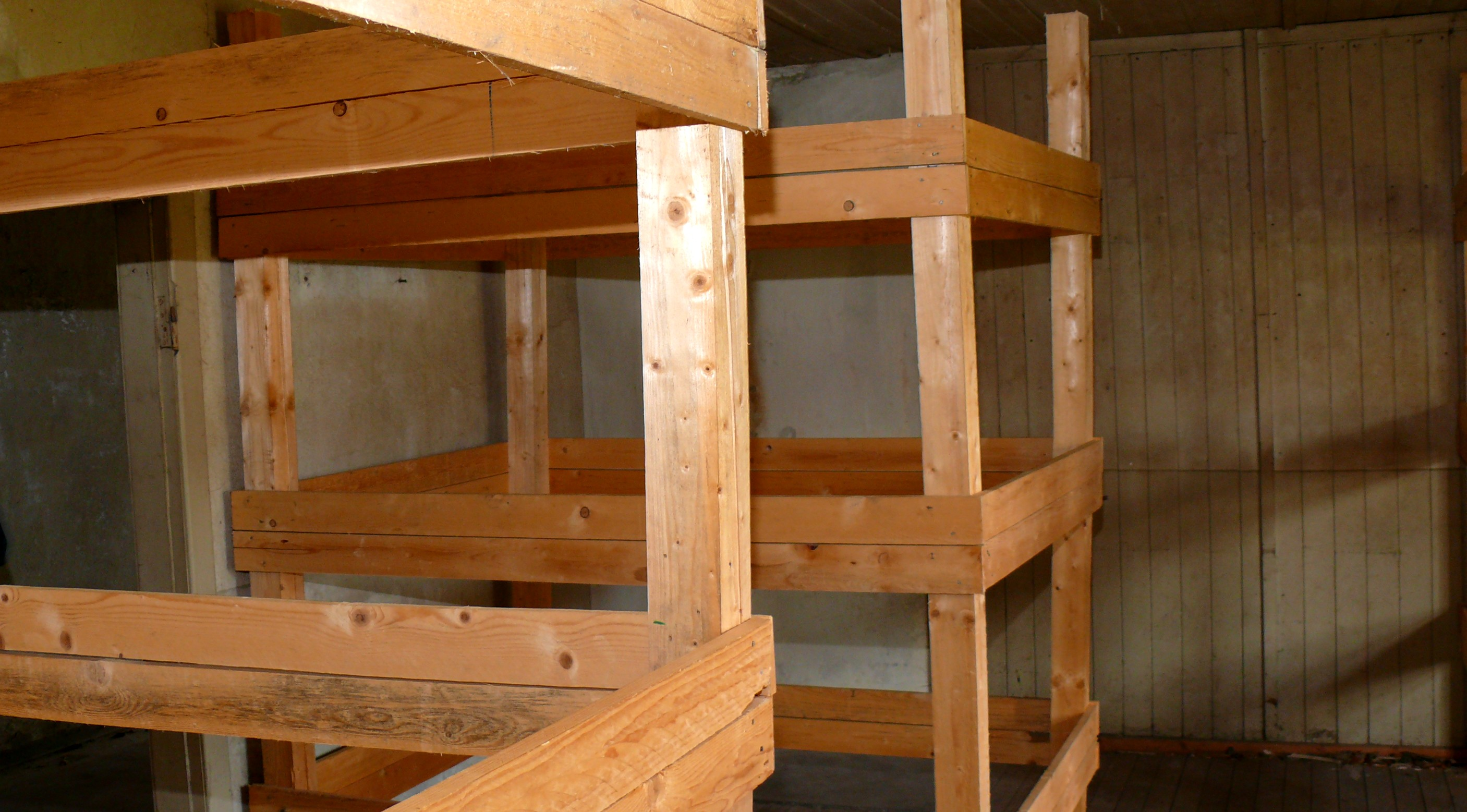
Berufsschüler haben in einer zu Ausstellungszwecken hergestellten Baracke Pritschengrößen für mindestens zwei Personen angedeutet.

## Friedhof

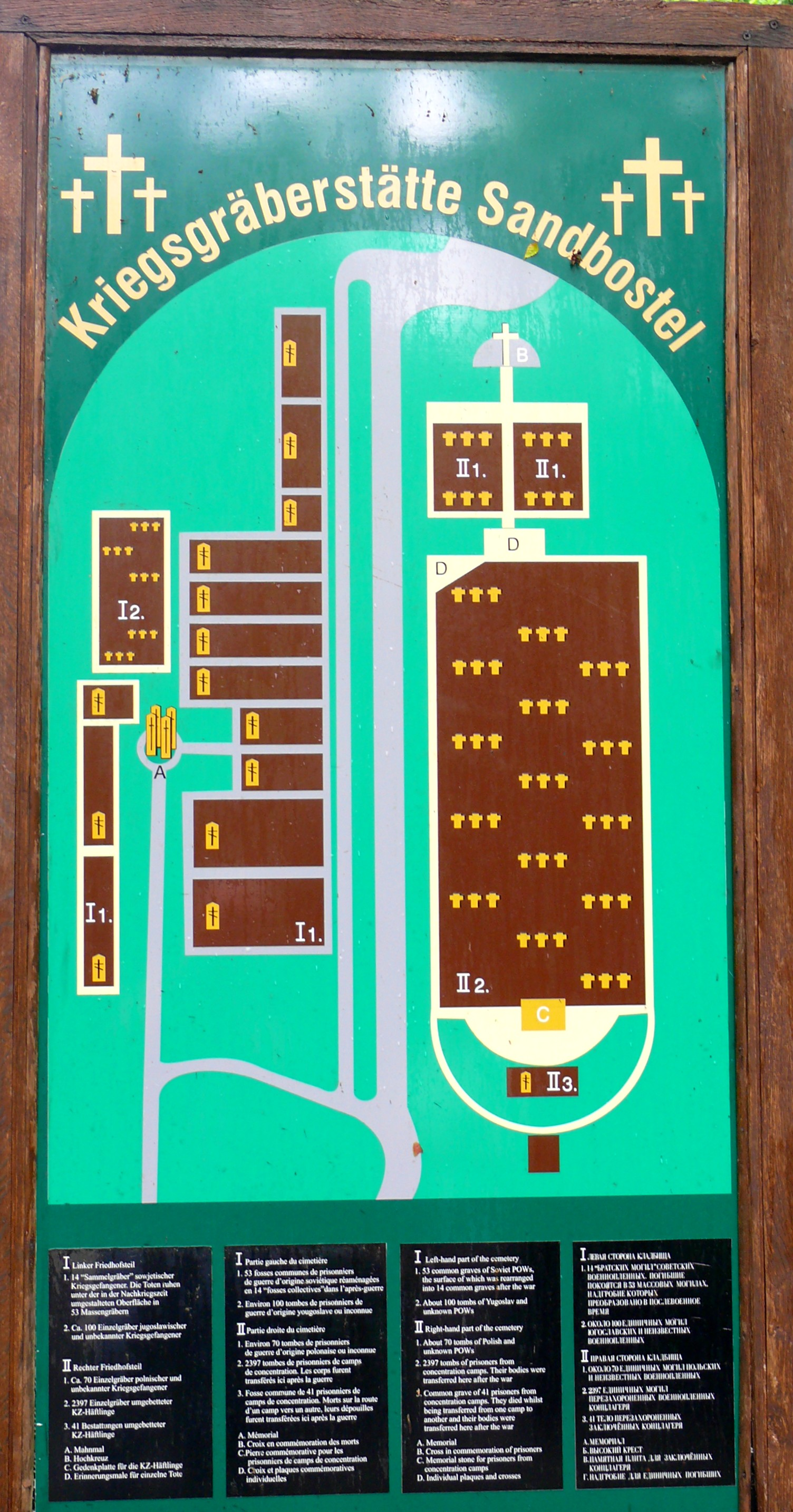
Übersicht der Abteilungen des Lagerfriedhofes Sandbostel

Einige Kilometer vom Lager entfernt, im Dorf Sandbostel, befindet sich der Lagerfriedhof mit der angeschlossenen Gedenkstätte. Die sowjetischen Streitkräfte errichteten dort kurz nach dem Krieg ein Ehrenmal mit der Inschrift:
„Hier ruhen 46.000 russische Soldaten und Offiziere, zu Tode gequält in der Nazigefangenschaft“.
1956 wurde das Mahnmal kurzerhand komplett gesprengt, weil den deutschen Behörden im Landratsamt Bremervörde und dem niedersächsischen Innenministerium die Zahl von 46.000 Toten zu hoch erschien.
Ein ehemaliger Gefangener bemerkte dazu: „Wer Zahlen eine moralische Kraft zuspricht, insofern sie, je niedriger sie sind, den Täter desto mehr entlasten, die Schwere der Tat verringern, ermordet einen Teil der Opfer ein zweites Mal, indem er ihre Existenz ganz einfach bezweifelt, so als habe es sie nie gegeben“.
Anstelle des zerstörten sowjetischen Ehrenmals wurden drei Steinstelen errichtet. Deren Inschrift lautet: „Euer Opfer – Unsere Verpflichtung – Frieden“.
Die Überreste der nichtsowjetischen Kriegsgefangenen wurden größtenteils in ihre Heimatländer, die der italienischen Soldaten in die Italienische Kriegsgräberstätte Hamburg-Öjendorf, den Italienischen Ehrenfriedhof für Opfer der nationalsozialistischen Gewaltherrschaft auf dem Friedhof Öjendorf, überführt. Heute befinden sich noch etwa 150 Einzelgräber von polnischen, jugoslawischen und unbekannten Kriegsgefangenen auf dem Friedhof. 1949 wurde die gesamte Friedhofsfläche umgegraben und planiert. Danach wurden die 53 Massengrabreihen sowjetischer Soldaten oberirdisch auf einer wesentlich kleineren Fläche zu (heute 14) „Sammelgräbern“ optisch zusammengelegt. Sie sind also nicht mit der Lage der Toten identisch.
1956 wurde die Umbettung von fast 3000 KZ-Häftlingen aus Massengräbern in der Region auf den Friedhof durchgeführt.

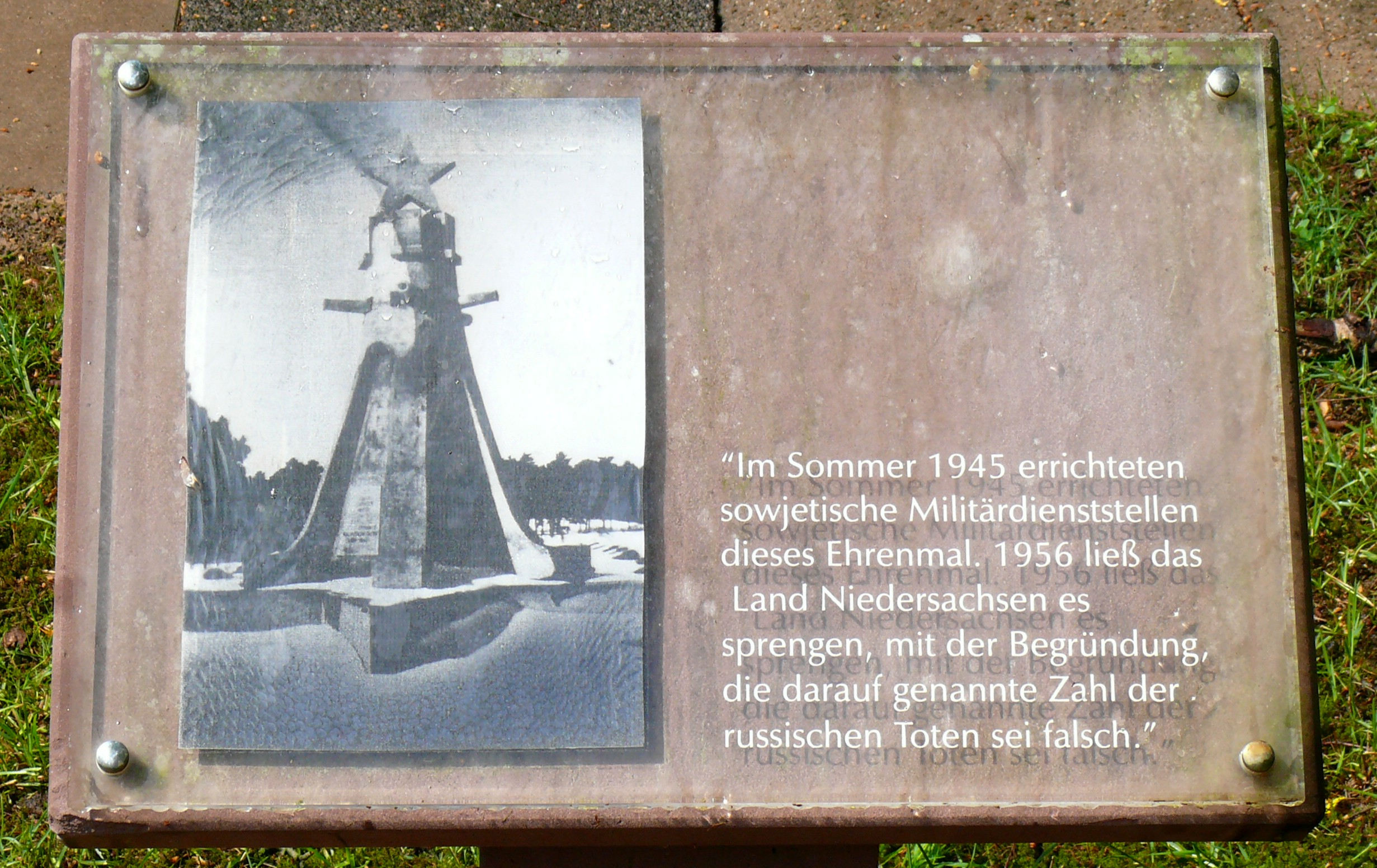
Foto des ehemaligen sowjetischen Ehrenmals, wo heute das Denkmal mit den Stelen steht
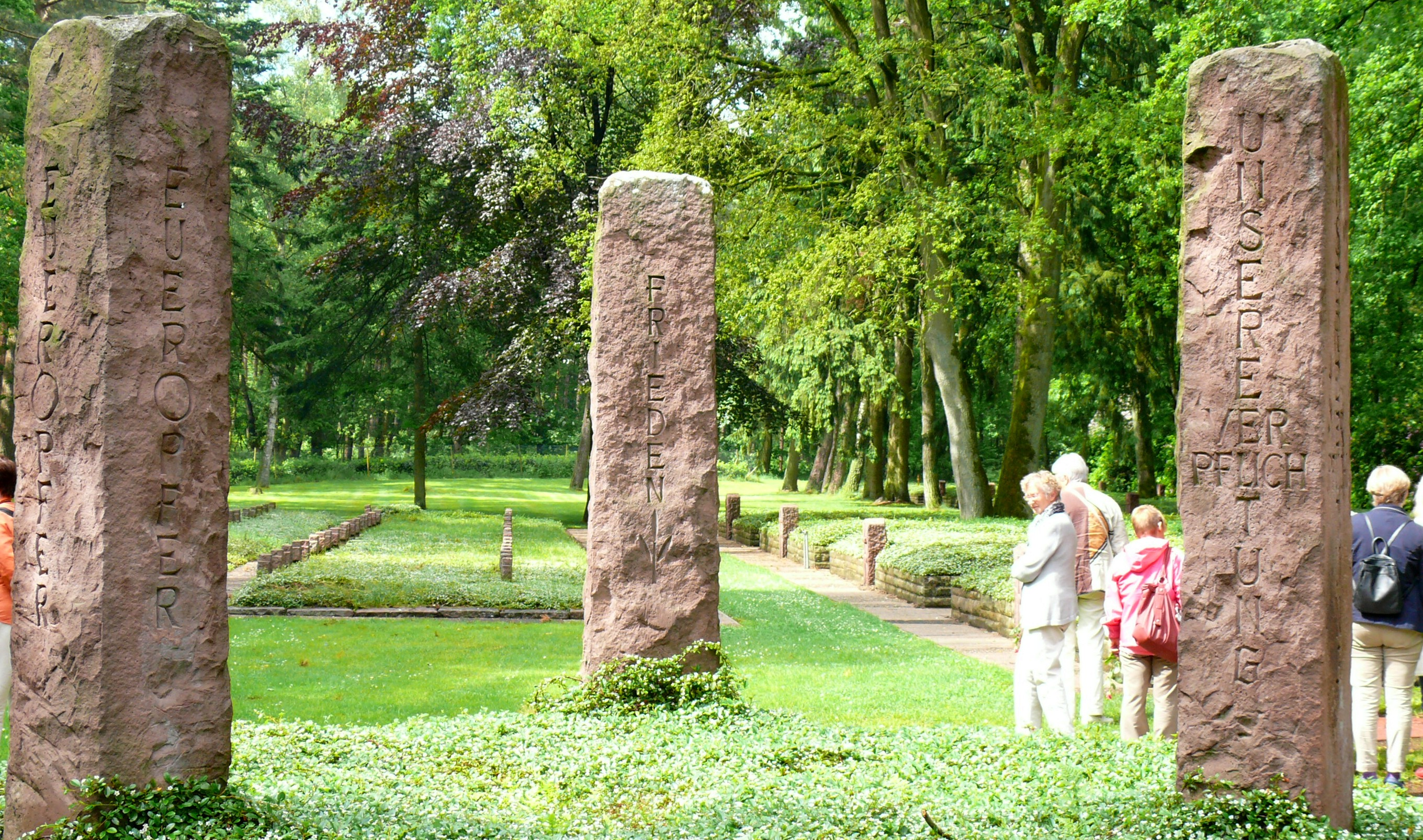
Stelen auf der Kriegsgräberstätte Lagerfriedhof Sandbostel
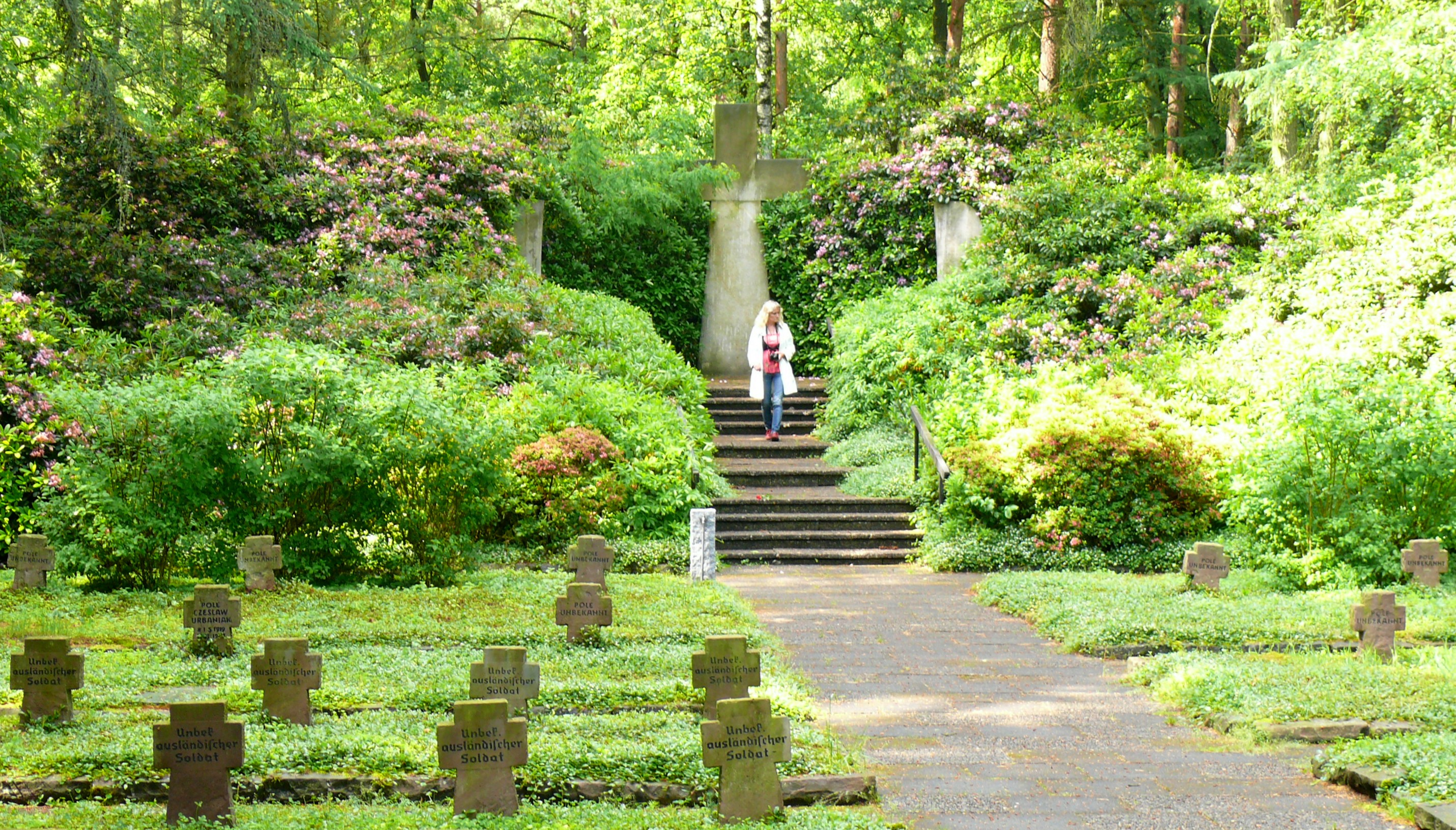
Hochkreuz auf dem „Lagerfriedhof Sandbostel“
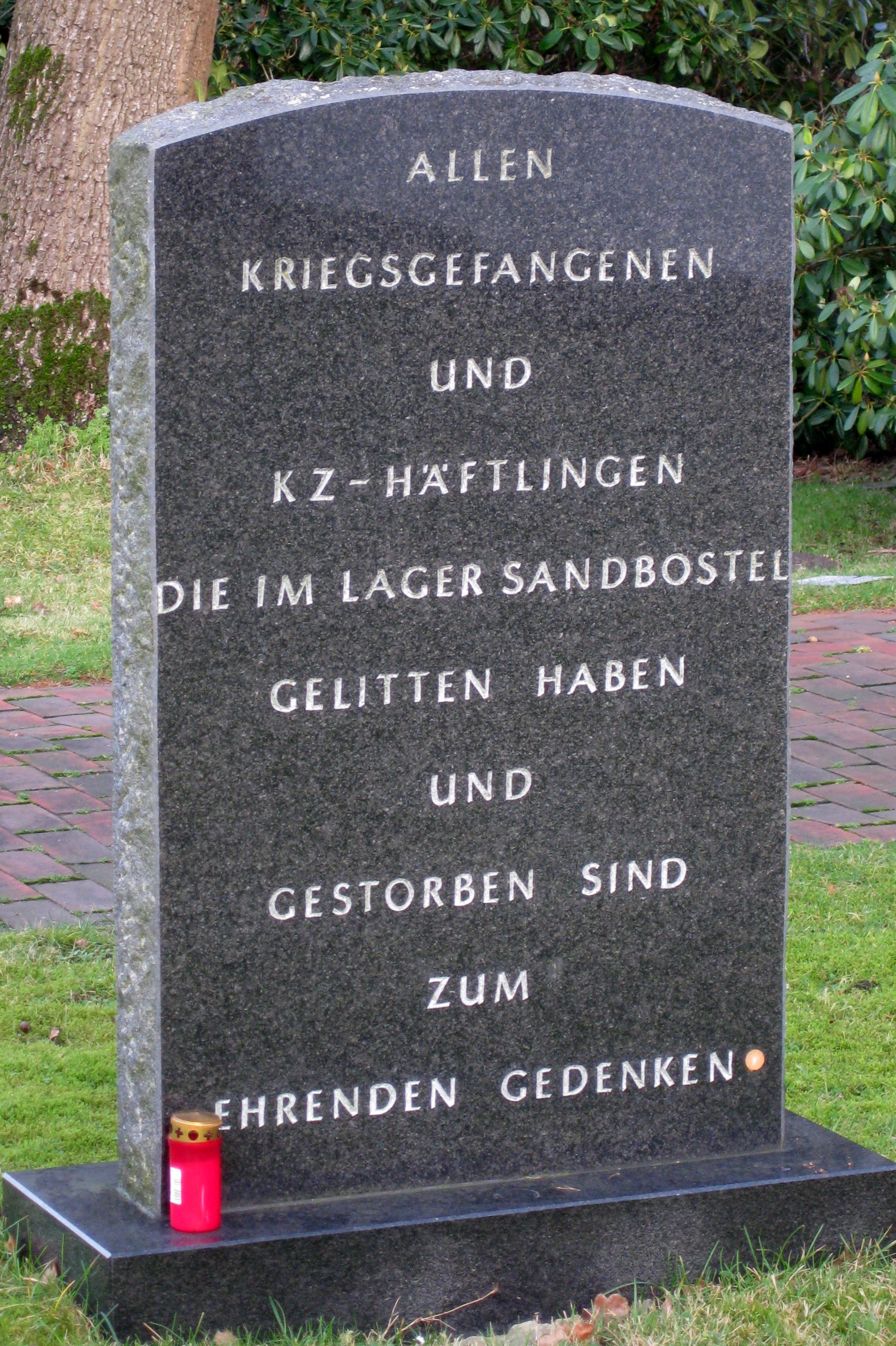
Gedenkstein neben der Lagerkirche Sandbostel am Rande des Geländes der Gedenkstätte
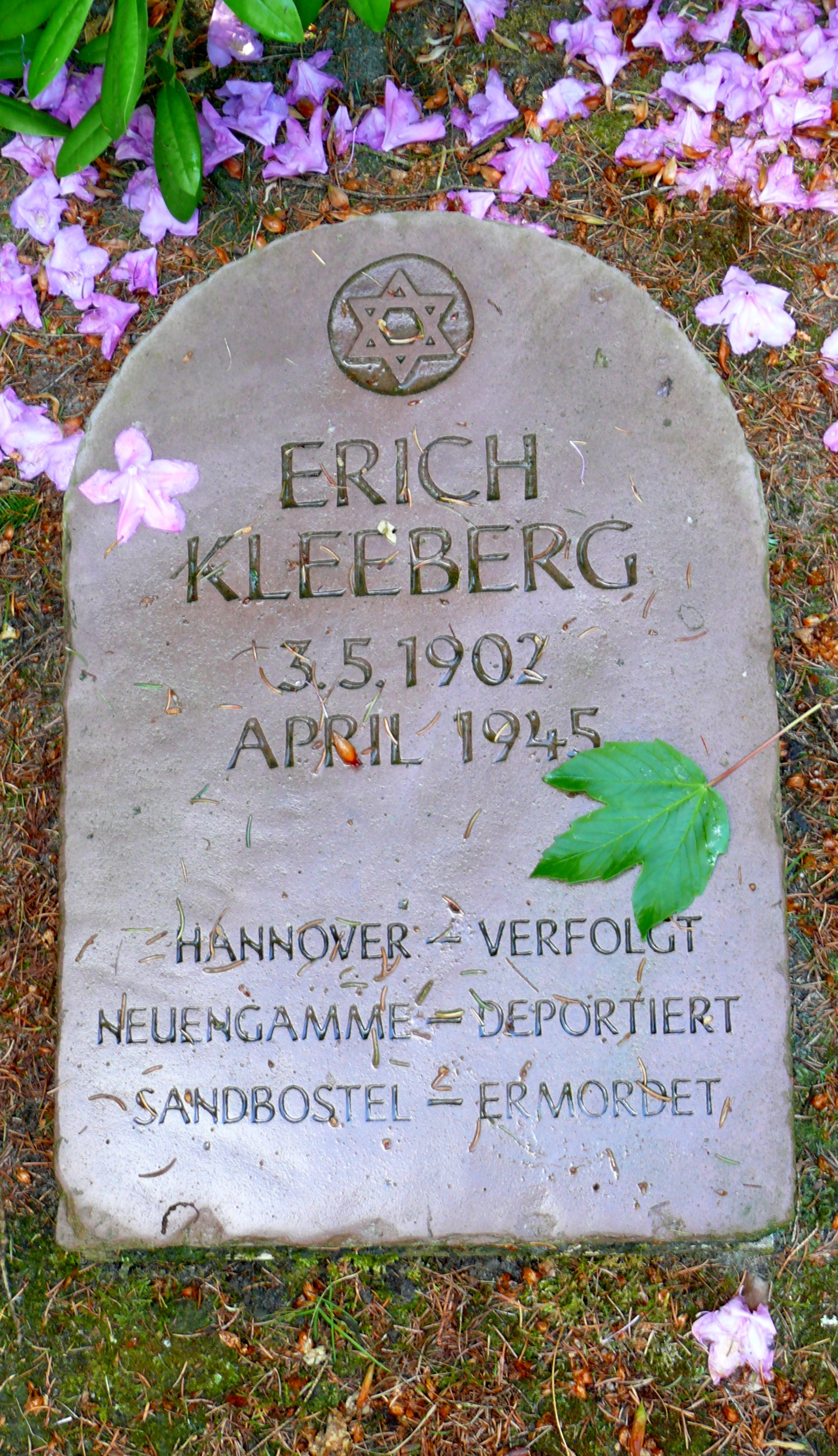
Grabstein des Juden Erich Kleeberg auf dem Lagerfriedhof Sandbostel
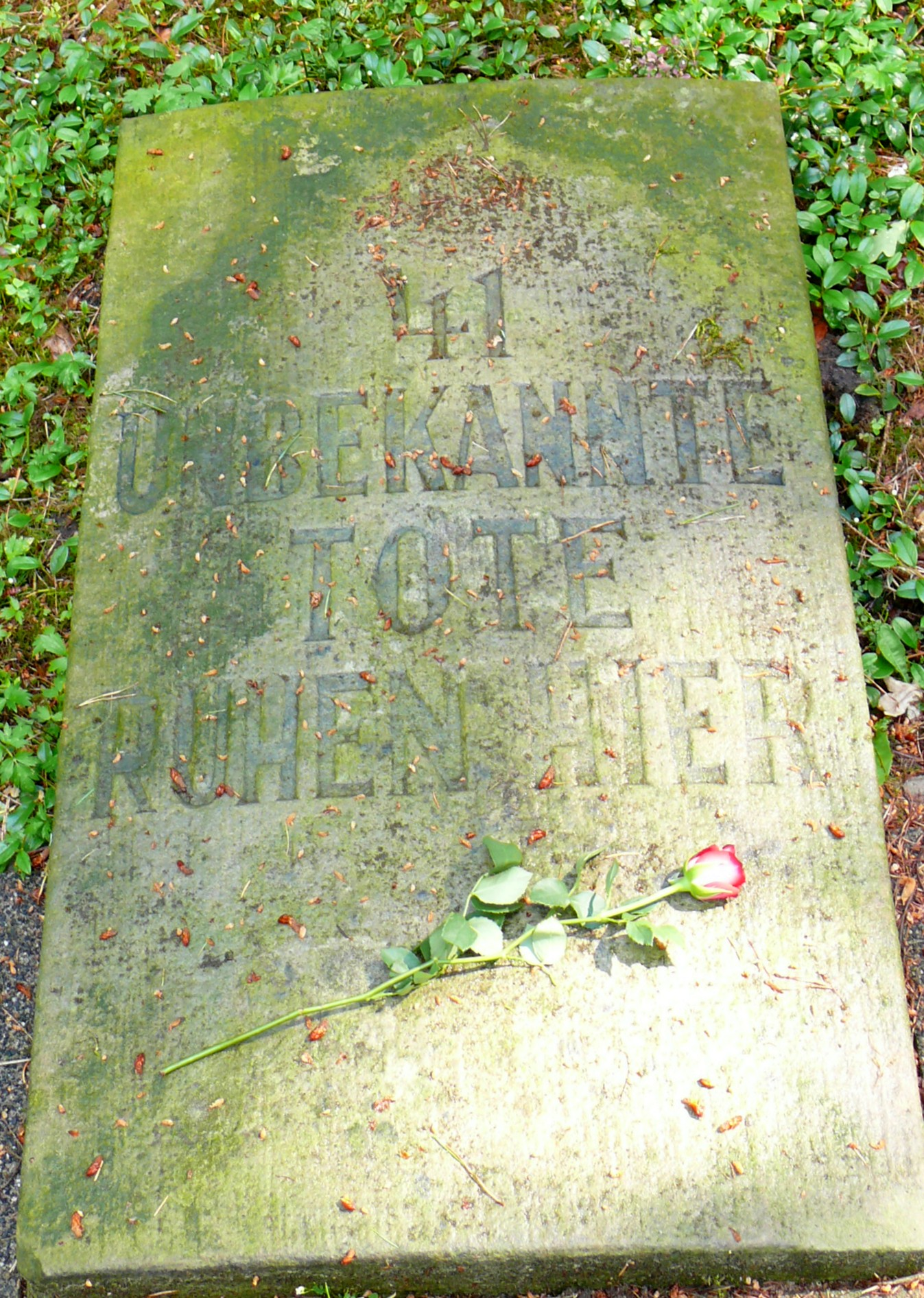
Gedenkplatte für 41 auf dem  Evakuierungsmarsch von Farge nach Sandbostel umgekommene Häftlinge
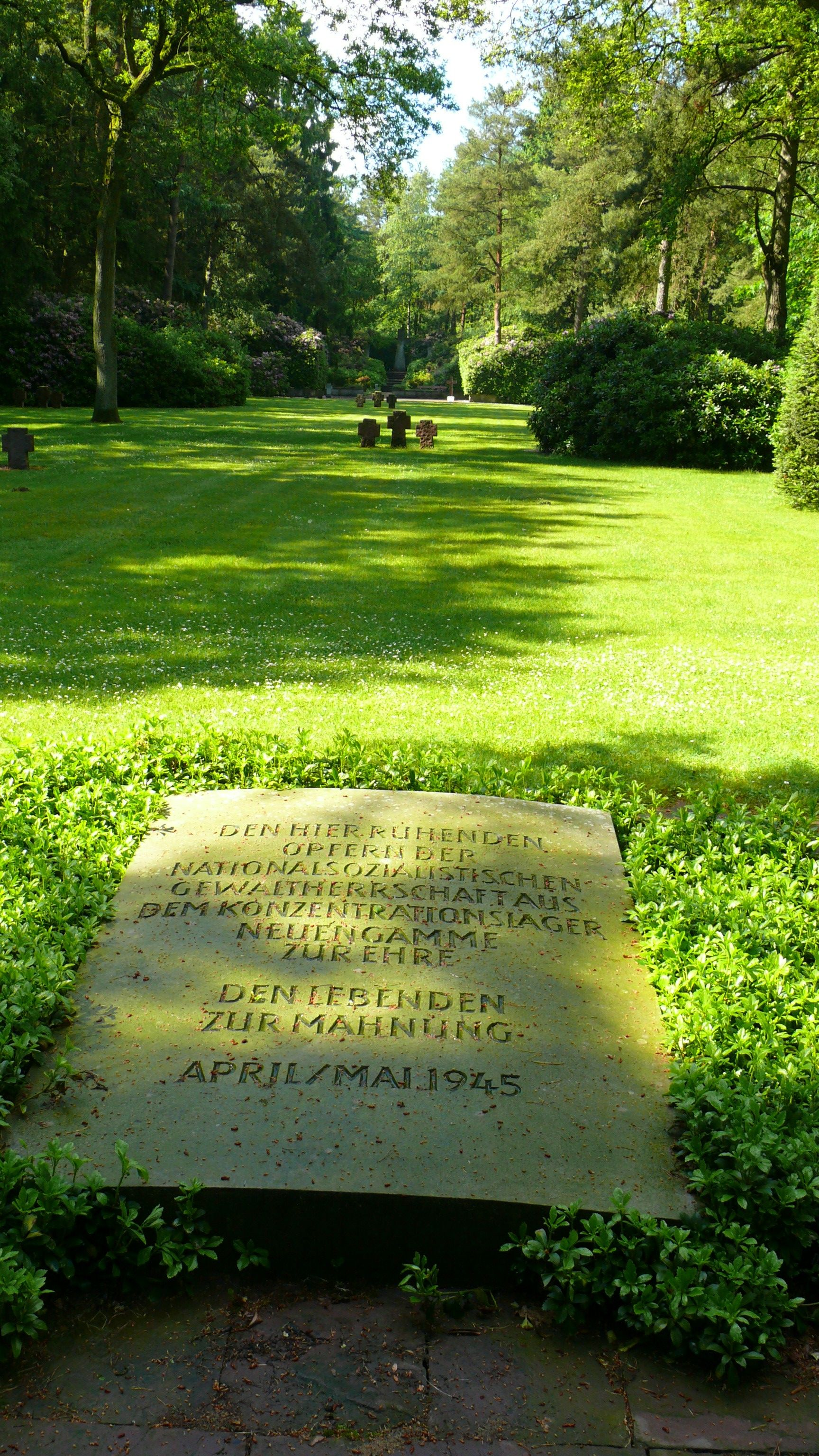
Fläche, auf der vor der Umgestaltung Gräber von KZ-Häftlingen angeordnet waren

Eine weitere Kriegsgräberstätte mit Gräbern des Lagers Sandbostel ist die Kriegsgräberstätte Parnewinkel beim Dorf Parnewinkel.

## Projekt „Namensziegel“

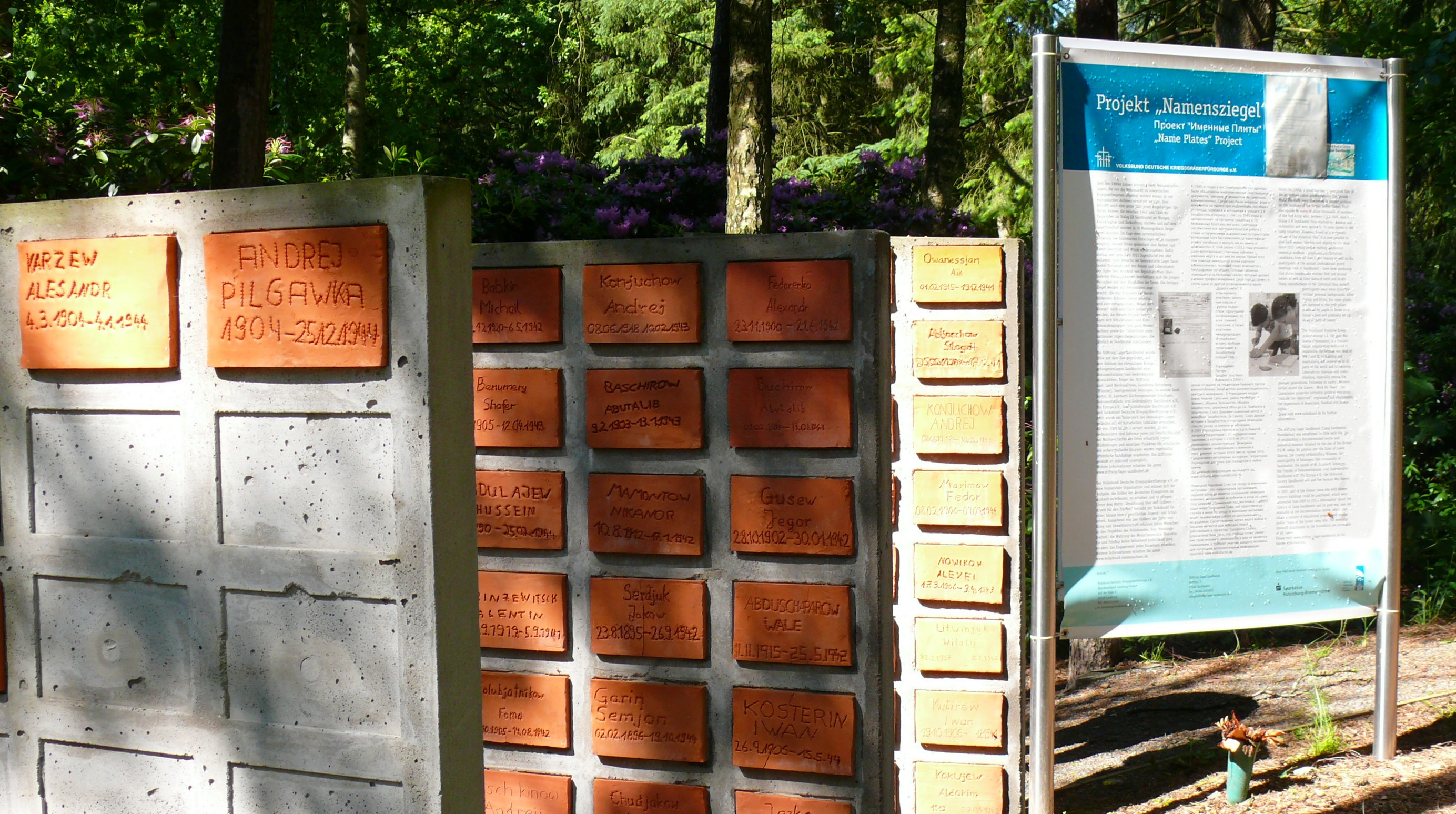
Auf der Kriegsgräberstätte „Lagerfriedhof Sandbostel“ werden nach und nach die auf Tonziegeln geschriebenen Namen von 4690 sowjetischen Kriegsgefangenen auf Betonstelen angebracht.

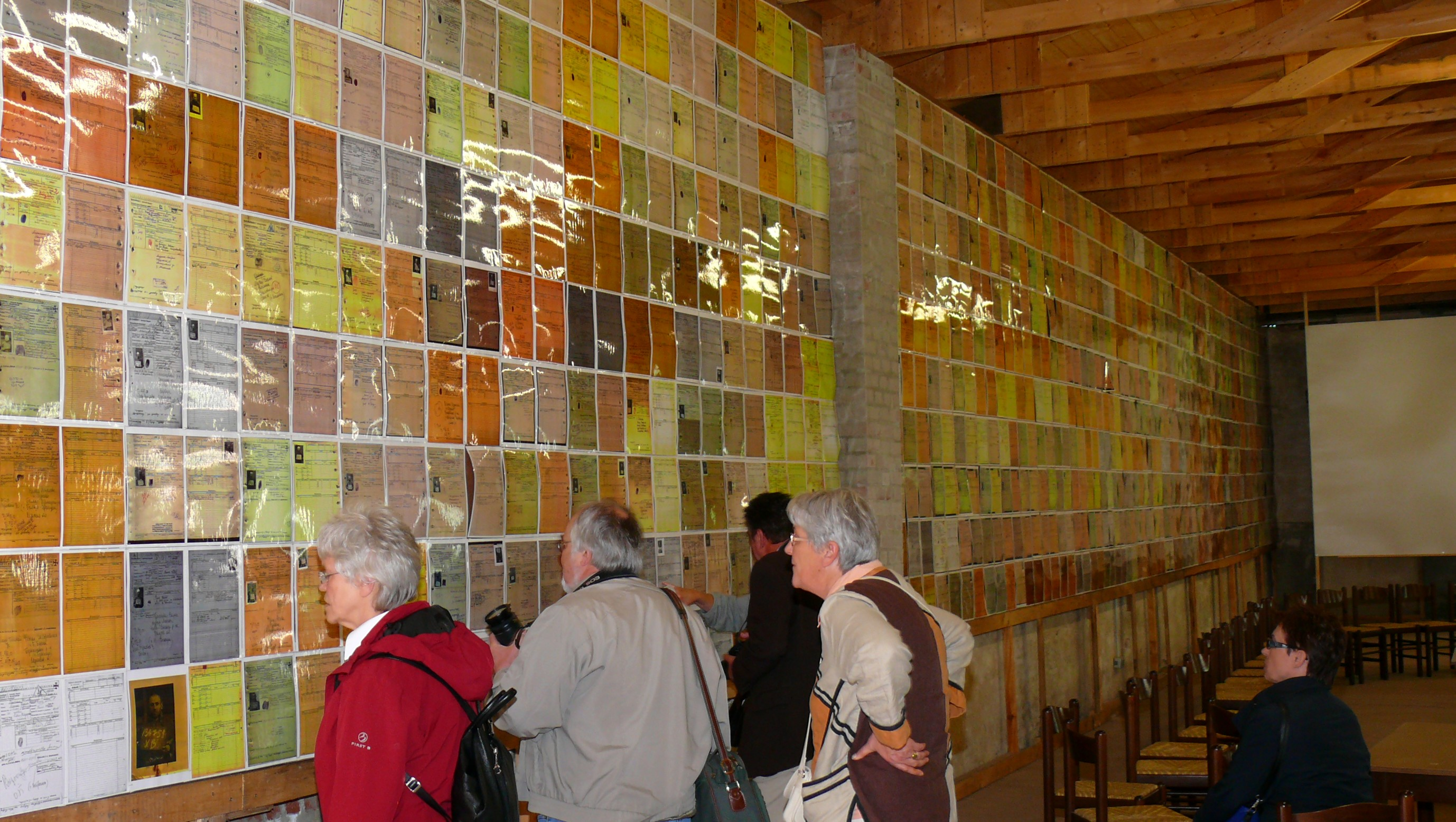
Eine Wand in der Veranstaltungshalle (dem „Speisesaal“ aus der Zeit der Unterbringung von DDR-Jugendlichen) ist mit Tausenden von Personalkarten bestückt, anhand deren die Namensziegel für das Projekt hergestellt werden.

Seit 2011 stellen Jugendliche während eines Aufenthaltes in der Gedenkstätte Sandbostel Namensziegel von bekannten sowjetischen Häftlingen her. Sie werden dann auf dem ehemaligen Lagerfriedhof an Stelen angebracht, die von Schülern der Berufsschule Zeven aus Beton hergestellt wurden. Nach Fertigstellung des gesamten Projektes wird ein Kreis um die Erläuterungstafel entstanden sein. Insgesamt sind die Namen von 4690 sowjetischen Kriegsgefangenen bekannt, die auf der Kriegsgräberstätte Sandbostel begraben liegen. Es ist aber davon auszugehen, dass noch deutlich mehr Tote in den Massengräbern auf dem ehemaligen Lagerfriedhof ruhen.

## Sonstiges
In den Jahren 1940/1941 war der französische Kriminalschriftsteller und Dichter Léo Malet Gefangener im Stammlager X B. Nach seiner Freilassung verarbeitete er seine Haftzeit in dem 1943 erschienenen und 1946 verfilmten Kriminalroman „Hundertzwanzig, rue de la Gare“ (frz.: „Cent vingt, rue de la Gare“). Der Roman beginnt im Lager, wo sein als Kriegsgefangener inhaftierte Protagonist Nestor Burma mit dem Tod eines unbekannten, unter Amnesie leidenden Mitgefangenen konfrontiert wird, der mit dem sich anschließenden Kriminalfall verknüpft ist. In der Comicfassung des Zeichners Jacques Tardi nimmt die detaillierte Illustration des Lagerlebens mehr als zehn Seiten ein.

## Lagerpfarrer
- Johannes Schulze (1943–1948)

## Bekannte Gefangene
- Giovannino Guareschi
- Anton de Kom
- Zbigniew Anthony Kruszewski
- Léo Malet
- Hartmann Lauterbacher, NSDAP- und SS-Funktionär. Inhaftiert nach Kriegsende im Internierungslager der britischen Armee in Sandbostel